# Castellammare di Stabia
Castellammare di Stabia (Castiellammare in napoletano) è un comune italiano di 62 075 abitanti della città metropolitana di Napoli in Campania.

## Geografia fisica

### Territorio

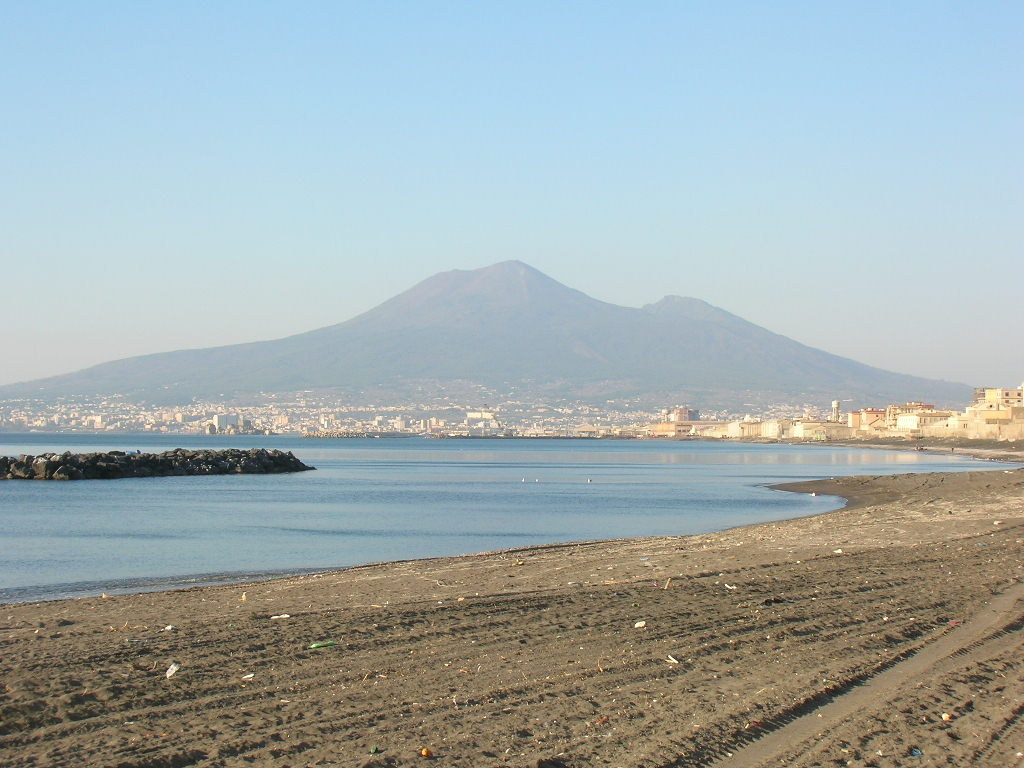
Il Vesuvio visto da Castellammare di Stabia

Castellammare di Stabia è situata nella parte sud della città metropolitana di Napoli, nel territorio compreso tra la fine della zona vesuviana e l'inizio della penisola sorrentina. La città sorge in una piana di natura alluvionale-vulcanica, in una conca del golfo di Napoli, protetta a sud dalla catena dei monti Lattari, mentre verso oriente si perde nelle campagne attraversate dal fiume Sarno, il quale sfocia nel mare di Castellammare di Stabia. Proprio questi elementi naturali segnano il confine con le città limitrofe: il fiume Sarno infatti divide la città stabiese da Torre Annunziata e Pompei a nord, il monte Faito da Vico Equense e Pimonte a sud. A est la città confina con Gragnano e con Santa Maria la Carità, mentre la zona ovest risulta essere la fascia costiera.
Castellammare di Stabia ha una superficie di 17,71 km², con un'altezza media di 5 metri sul livello del mare, anche se in realtà si parte dallo 0 lungo la costa fino ad arrivare a 1202 metri sul monte Faito.
La zona ha una classificazione sismica definita media.

### Clima
Per la sua particolare posizione geografica offre quindi condizioni climatiche che favoriscono il clima mite e temperato, tipico delle zone marine e collinari: nei mesi più caldi infatti la temperatura media è di 25 °C, mentre in quelli più freddi di 16 °C.
La classificazione climatica è quella appartenente alla fascia C.
| Castellammare di Stabia | Mesi | Mesi | Mesi | Mesi | Mesi | Mesi | Mesi | Mesi | Mesi | Mesi | Mesi | Mesi | Stagioni | Stagioni | Stagioni | Stagioni | Anno |
| Castellammare di Stabia | Gen  | Feb  | Mar  | Apr  | Mag  | Giu  | Lug  | Ago  | Set  | Ott  | Nov  | Dic  | Inv      | Pri      | Est      | Aut      | Anno |
| ----------------------- | ---- | ---- | ---- | ---- | ---- | ---- | ---- | ---- | ---- | ---- | ---- | ---- | -------- | -------- | -------- | -------- | ---- |
| T. max. media (°C)      | 12,5 | 13,9 | 16,6 | 21,0 | 24,9 | 29,7 | 32,2 | 31,8 | 28,9 | 23,3 | 18,0 | 14,5 | 13,6     | 20,8     | 31,2     | 23,4     | 22,3 |
| T. min. media (°C)      | 6,2  | 6,3  | 8,3  | 11,3 | 14,5 | 18,3 | 20,3 | 20,5 | 17,9 | 14,6 | 10,9 | 8,5  | 7,0      | 11,4     | 19,7     | 14,5     | 13,1 |

## Origini del nome
Le origini del nome Castellammare di Stabia non sono molto chiare: se risulta più facile capire la scelta di Stabia (deriva dall'antica città romana), più difficile è capire il perché di Castellammare.
Castellammare deve il nome all'antico castello costruito dal Ducato di Sorrento che si affaccia da un'altura di circa 100 metri sul golfo di Napoli. Erroneamente si dice che il mare arrivasse sotto il castello, ma vista l'altezza in cui questo si trova tale ipotesi è praticamente impossibile: la spiegazione del nome è chiara da antichi documenti in cui le località venivano identificate col nome dei castelli presenti. In questo caso questo Castello che guarda il mare era detto Castello sul mare (o da mare), quindi Castello a Mare.
Altri erroneamente sostengono che la denominazione Castellammare derivi dall'antica presenza di una fortezza eretta in località Pozzano, sulla spiaggia, per difendere l'antica cittadina da eventuali attacchi provenienti dalla penisola sorrentina e chiamata torre di Portocarello, conosciuta dai più, erroneamente, con il nome di torre Alfonsina che invece sorgeva nei pressi dell'attuale piazza Fontana Grande. Nell'immediato dopoguerra, nei pressi della torre di Portocarello, si insediò lo stabilimento calce e cementi che sfruttava le rocce calcaree prelevate dalla montagna adiacente, distruggendo i resti di questa antica torre.
La prima volta che si ritrova in un documento il nome Castrum ad mare è del 1086. Il comune, già Castellamare, ha assunto la denominazione di Castellammare con regio decreto il 22 gennaio 1863, mentre il nome definitivo di Castellammare di Stabia si è avuto con delibera consiliare del 31 maggio 1912.

## Storia

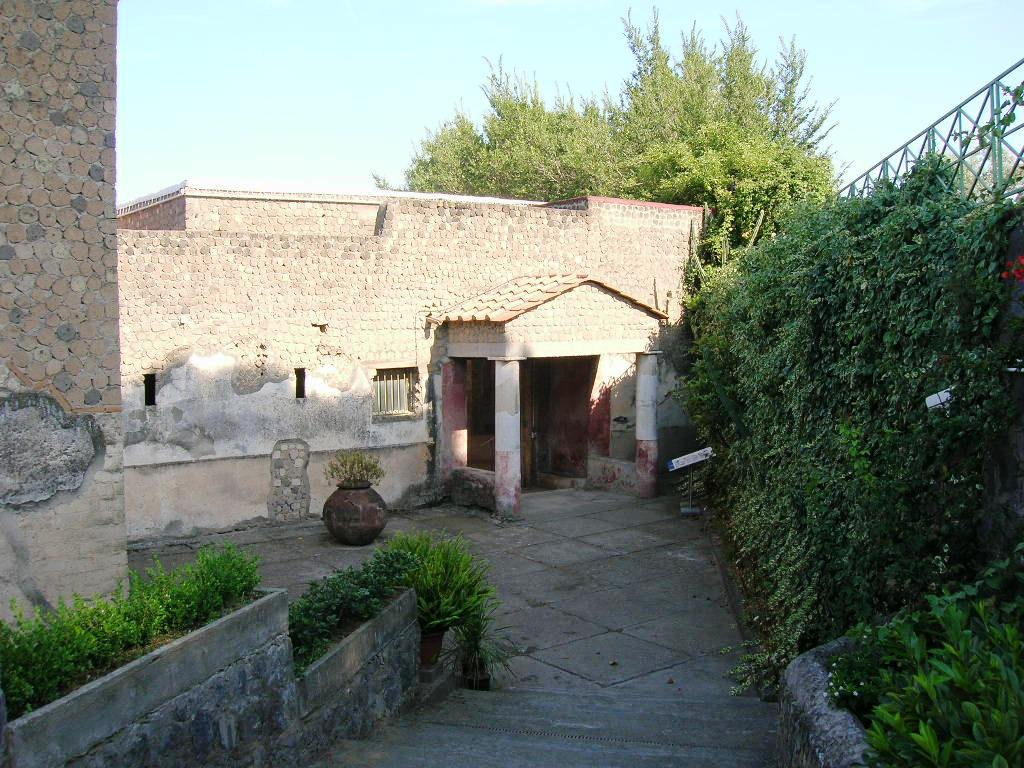
Ingresso di Villa San Marco

### Le origini
Le origini di Castellammare di Stabia sono incerte, anche se alcuni ritrovamenti documentano che la zona era già abitata a partire dall'VIII secolo a.C. Data la sua favorevole posizione sul mare, in una zona ricca di acque e con pianure fertili di origine vulcanica, i primi insediamenti si andarono sviluppando in quella che oggi è conosciuta come la collina di Varano, all'epoca uno sperone a picco sul mare poiché la piana dove oggi sorge l'attuale città era ancora in parte sommersa dal mare e la sottile linea costiera esistente era esposta alle incursioni nemiche. Diverse sono state le dominazioni come quella dei sanniti seguite poi dagli Etruschi e dai Greci: il nome di questo insediamento era Stabiae.

### Il periodo romano e l'eruzione del Vesuvio del 79 d.C.
Stabiae venne conquistata da Roma nel 340 a.C. e fu durante il periodo romano che la città ebbe il suo massimo splendore: infatti venne cinta da mura e divenne un piccolo borgo dedito soprattutto ai prodotti che offriva la terra. Intorno alla città fortificata si svilupparono numerose fattorie che, con il passare del tempo, formarono piccoli borghi: questa zona viene ricordata come Ager Stabiano e comprendeva alcune zone che attualmente sono inglobate nei comuni di Gragnano, Casola di Napoli, Santa Maria la Carità e Sant'Antonio Abate, ma anche alcune zone della stessa Castellammare di Stabia, come il rione San Marco e Pozzano, che all'epoca veniva chiamata Fogliano, dal nome del dio Foglianum, protettore della natura. Stabiae venne dotata anche del palazzo del ministro e di un tempio dedicato ad Ercole che, secondo la tradizione romana, era il fondatore della città.
Durante la seconda guerra punica, così come ricorda Silio Italico, alcuni giovani stabiani presero parte alla spedizione su una nave della flotta di Marco Claudio Marcello.
Durante la Guerra sociale Stabiae venne assediata da Lucio Cornelio Silla e soltanto dopo un lungo periodo la città si arrese: in questo frangente non si combatté alcuna battaglia, ma Silla si limitò ad aspettare al di fuori delle mura finché la mancanza di acqua e di cibo costrinse gli stabiani alla resa. La città venne completamente rasa al suolo e diventò porto di Nuceria.
Stabiae venne immediatamente ricostruita non più come città fortificata, bensì come luogo di villeggiatura per i ricchi patrizi romani, che costellarono la collina di ville con al proprio interno complessi termali, piscine, palestre e piccoli templi, abbellendole con dipinti che ancora oggi risultano essere tra i più interessanti dell'arte romana.
Nel 62 d.C. Stabiae venne devastata da un violento terremoto, che però non compromise la vita della città, tanto che alcuni edifici crollati vennero immediatamente ricostruiti o restaurati.
Il 24 agosto del 79 d.C. un'inaspettata e violenta eruzione del Vesuvio fece scomparire sotto una fitta coltre di cenere, lapilli e pomici, insieme a Pompei ed Ercolano, la città di Stabiae. A causa dei frequenti terremoti che avevano preceduto l'eruzione, molte ville mostravano segni di cedimento o crepe e quindi si trovavano in fase di ristrutturazione: fu questo il motivo per cui a Stabiae ci fu un numero limitato di vittime. Tra le vittime illustri fu anche Plinio il Vecchio, che giunto a Stabiae per osservare più da vicino l'eruzione, morì molto probabilmente avvelenato dai gas tossici sulla spiaggia.

### La nascita di Castrum ad Mare e il Medioevo

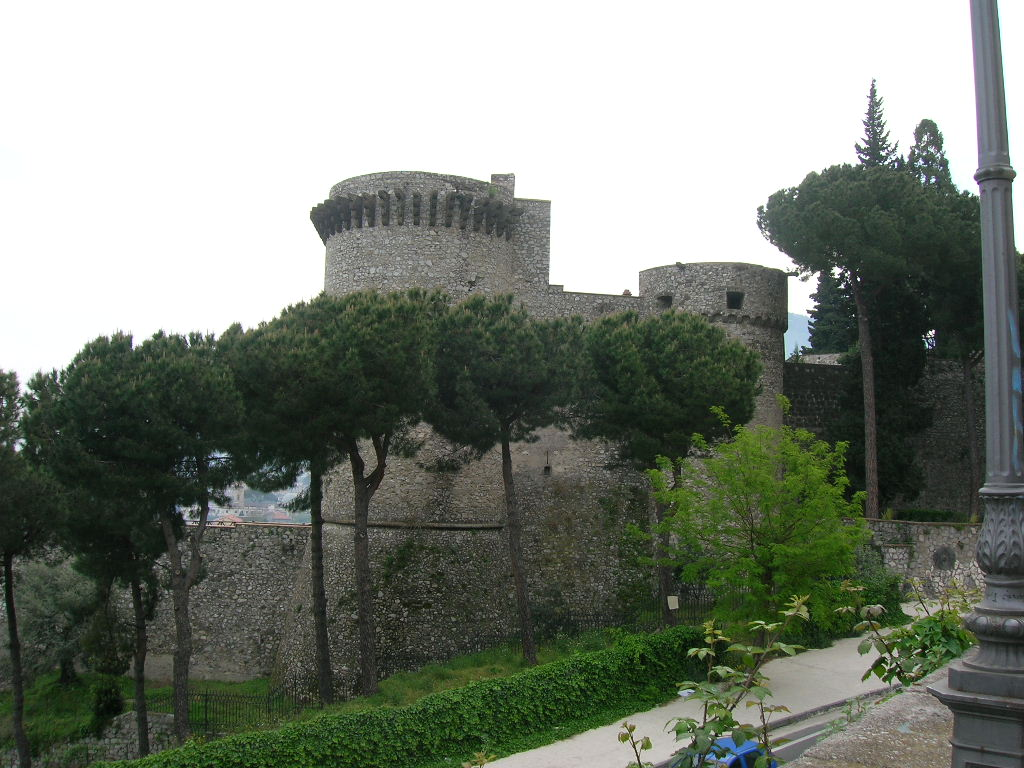
Il Castello

Dopo la distruzione di Stabiae a opera del Vesuvio, alcuni abitanti del luogo scampati all'eruzione tornarono alle loro vecchie abitazioni, ormai distrutte, per recuperare oggetti e denaro: furono questi che costituirono un villaggio lungo la costa, la quale, in conseguenza all'eruzione, era diventata molto più protesa nel mare rispetto al passato. Questo nuovo villaggio, che viveva soprattutto di pesca e agricoltura, entrò a far parte del Ducato di Sorrento: furono proprio i Sorrentini che costruirono un castello sulla collina nei pressi di Pozzano, per difendere il ducato dalle incursioni barbariche. In questo periodo, precisamente nel 1086, si ritrova per la prima volta in un documento il nome del villaggio, ossia Castrum ad Mare, molto probabilmente derivante dal fatto che il castello si trovasse nei pressi a picco sul mare.
Durante il Medioevo Castellammare di Stabia passa prima sotto gli Svevi, e successivamente sotto il controllo degli Aragonesi, che, oltre all'ingrandimento del porto e alla costruzione di possenti mura di cinta, portarono a compimento la costruzione di un palazzo reale sulla collina di Quisisana, utilizzato dai reali per i loro soggiorni nel periodo estivo. L'importanza del palazzo era tale che Giovanni Boccaccio ne fa l'ambientazione per una novella del Decameron, precisamente la sesta del decimo giorno.

### Il periodo Farnese e quello dei Borbone
Ereditata dagli Aragonesi, nel 1541 l'imperatore Carlo V, diede la città in feudo a Ottavio Farnese, il quale apportò notevoli modifiche alla struttura urbanistica: realizzò anche il suo palazzo, ancora conosciuto come Palazzo Farnese e oggi sede del municipio. Nel 1542 la città venne saccheggiata dal corsaro ottomano Dragut, che rapì anche ottanta persone, in seguito riscattate. Durante la battaglia dei cristiani contro i musulmani, combattuta a Lepanto nel 1571, presero parte anche giovani stabiesi sotto il comando di Alessandro Farnese. L'egemonia dei Farnese durò circa due secoli.
Dopo l'occupazione di Arrigo di Lorena e in seguito di Carlo d'Asburgo, la città passò, nel 1731, sotto il controllo di Carlo di Borbone. Fu questo il periodo di grandi cambiamenti che portò Castellammare di Stabia ad essere una delle città più floride del Regno di Napoli e poi del Regno delle Due Sicilie: nel 1783 furono aperti i primi cantieri navali italiani, e poi ancora l'industria per la fabbricazione di corde, la cosiddetta Corderia, e viene dato il via, nel 1749, a una campagna archeologica che riporta alla luce i resti delle ville romane dell'antica città di Stabiae. Viene ampliato il palazzo reale, e proprio la presenza dei sovrani nel periodo estivo, funge da richiamo a molti nobili napoletani, che costruiscono nei pressi della Reggia, sulla collina di Quisisana la loro ville. L'influsso dei reali e le prime cure termali portano Castellammare di Stabia ed essere una tappa fondamentale del cosiddetto Grand Tour, tanto che la città viene ricordata anche da Gustave Flaubert nel suo Madame Bovary.
Nel 1842 Castellammare di Stabia diviene una delle prime città italiane ad essere dotata di una linea ferroviaria che la collegava direttamente con Napoli: questo portò non solo a uno sviluppo della città oltre le mura difensive, ormai diventate inutili e quindi abbattute, ma a diventare un centro commerciale dove le mercanzie provenienti dalla Calabria e dalla Puglia venivano caricate sul treno.
Con l'unità d'Italia visse un periodo florido grazie allo sviluppo industriale. L'area nord di Castellammare di Stabia ed in particolar modo quella intorno alla ferrovia si riempì di industrie tra cui conservifici, come quello della Cirio, cartiere, pastifici, cantieri metallurgici e diverse industrie meccaniche e tessili.

### Dal XX secolo a oggi

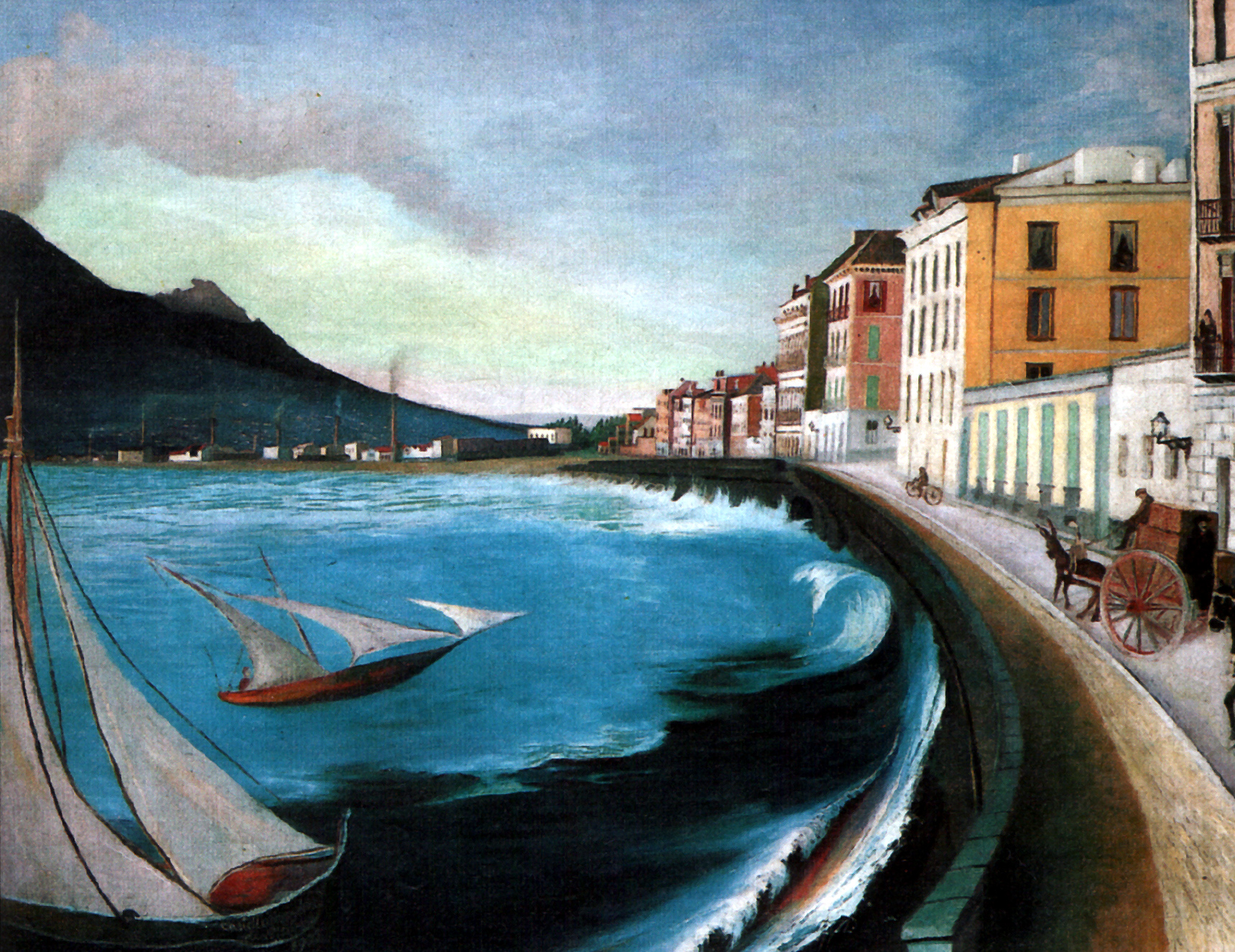
Castellammare di Stabia, olio su tela di Tivadar Kosztka Csontváry, 1902.

Il nuovo secolo si apre con l'apertura della linea tranviaria che collegava la stazione di Castellammare di Stabia direttamente con Sorrento, attraversando tutta la penisola sorrentina. Sempre in questo periodo la vocazione turistica di Castellammare di Stabia, soprattutto per le sue acque e le loro proprietà curative, raggiunge l'apice.
La sua importanza a livello regionale, già in epoca passata, ha portato all'ipotesi di farne il capoluogo di una nuova provincia: ciò avvenne, ad esempio, nel 1923, quando furono istituite alcune nuove province, tra cui quella della Spezia, mentre il progetto per Castellammare di Stabia rimase sulla carta.
Se la Grande Guerra non lascia tragiche tracce, lo stesso non si può dire per il secondo conflitto mondiale: i tedeschi, in seguito alla ritirata dal sud Italia, applicando la cosiddetta teoria della terra bruciata, distrussero i cantieri navali, i quali vennero strenuamente difesi dagli stabiesi. In seguito, per questo motivo, la città è stata insignita della Medaglia d'Oro al Valore. Ancora oggi in città è visibile, nei pressi del lungomare il palazzo del Fascio, fatto costruire durante l'epoca fascista. La fine della guerra e l'inizio del miracolo italiano portò all'intensificazione del lavoro industriale e all'avvio di importanti novità sul piano turistico, come la costruzione del complesso delle Nuove Terme, all'epoca definite le più moderne d'Europa.
Durante gli anni ottanta, come in altre parti d'Italia, la città venne colpita da una grave crisi economica che portò alla chiusura di molte fabbriche: nello stesso periodo si registrò anche un notevole calo di presenze turistiche.
All'inizio degli anni novanta la città venne visitata da papa Giovanni Paolo II, il quale dopo il pranzo in mensa insieme agli operai dei cantieri navali, tenne una solenne cerimonia sul lungomare.
La fine del XX secolo coincide con il periodo di rilancio, puntando sul risanamento delle poche industrie rimaste ma soprattutto sul turismo. La costruzione di nuovi complessi alberghieri e di infrastrutture all'avanguardia come il porto turistico di Marina di Stabia, uno dei più grandi d'Europa, hanno fatto sì che nel 2006 Castellammare di Stabia sia stata la terza città campana per presenze turistiche negli alberghi solo dietro a Napoli e Sorrento. All'inizio del 2008 è stato completato il restauro della Reggia di Quisisana, altro edificio storico restituito alla città.

### Simboli
Lo stemma raffigura un torrione merlato, eretto sulla riva del mare, sormontato dall'immagine della Madonna con il Bambino sulle ginocchia, seduta sopra le nuvole, con il motto latino Post fata resurgo. Lo scudo è timbrato dalla corona di Città. In uso da tempo, è stato riconosciuto formalmente il 22 giugno 1906. La figura della Madonna col Bambino richiama l'effige della Vergine del santuario di Santa Maria di Pozzano. Il motto, traducibile in "Risorgerò dopo la morte", è stato aggiunto con delibera del consiglio comunale del 14 novembre 1864.
Il gonfalone è un drappo troncato di giallo e di azzurro.

## Monumenti e luoghi d'interesse

### Architetture religiose

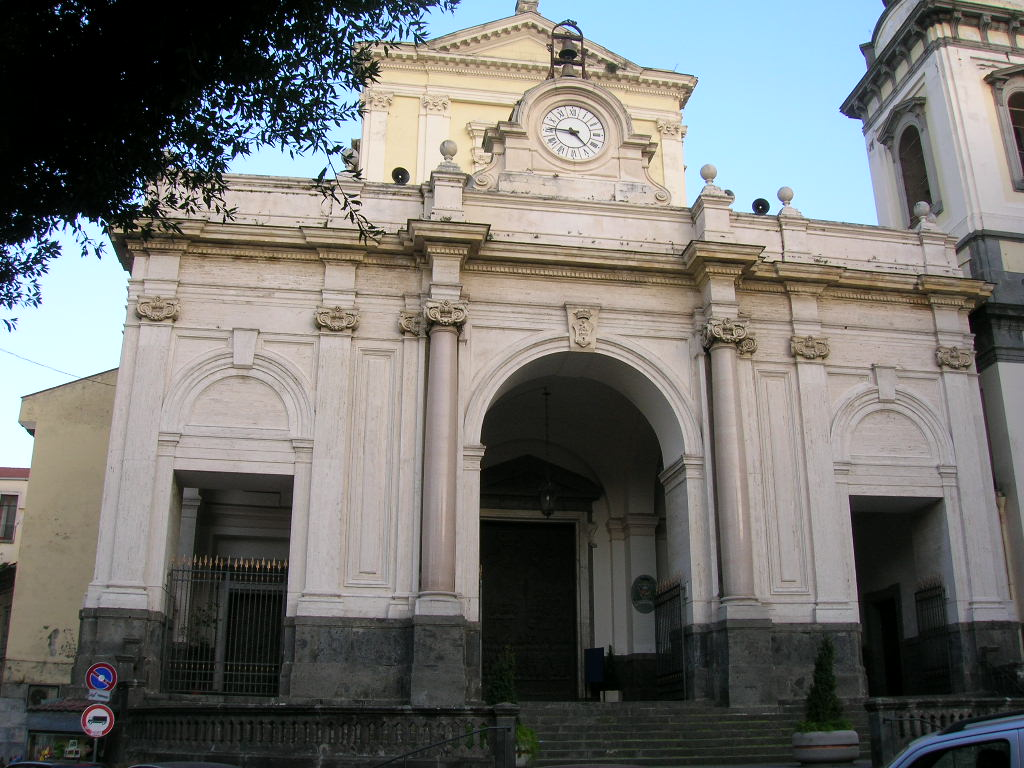
Facciata della concattedrale

Castellammare di Stabia conta circa 50 chiese cattoliche, suddivise in 19 parrocchie e ricadenti sotto la giurisdizione dell'arcidiocesi di Sorrento-Castellammare di Stabia. Già nel 1623 la città contava 23 chiese, come testimoniato da un censimento voluto dal viceré Manuel de Acevedo y Zúñiga: la maggior parte delle chiese monumentali si trova nel centro antico e nella zona collinare, mentre nell'attuale centro e nella periferia assumono un'architettura moderna, in quanto costruite quasi tutte a partire nel XX secolo, a seguito del boom demografico della zona.
La chiesa principale è la concattedrale di Santissima Maria Assunta e San Catello, i cui lavori di costruzione risalgono al 1587, mentre la solenne consacrazione è avvenuta solamente nel 1893, anche se già utilizzata dal 1643: basilica a forma di croce latina, è divisa in tre navate, una centrale e due laterali sulle quali si aprono cinque cappelle, tra cui quella dedicata al patrono stabiese San Catello; fu proprio durante la costruzione di questa cappella, nel 1875, che vennero ritrovati reperti archeologici e strutture riconducibili a necropoli, strade, case e botteghe risalenti all'epoca romana. Tra le opere principali conservate al suo interno la Deposizione e la Natività dello Spagnoletto, un sarcofago paleocristiano, utilizzato come altare nella cappella di San Catello, una statua di San Michele arcangelo, di epoca medioevale e precedentemente ospitata nel santuario di San Michele al Faito, oltre a dipinti di Domenico Morelli, Francesco De Nicola, Angelo Mozzillo, Giacinto Diano, Giuseppe Bonito, Nunzio Rossi e Vincenzo Paliotti. Durante il periodo natalizio viene allestito il presepe del Duomo con circa 70 pastori dai 90 ai 150 centimetri, risalenti al Seicento, Settecento e 'Ottocento.

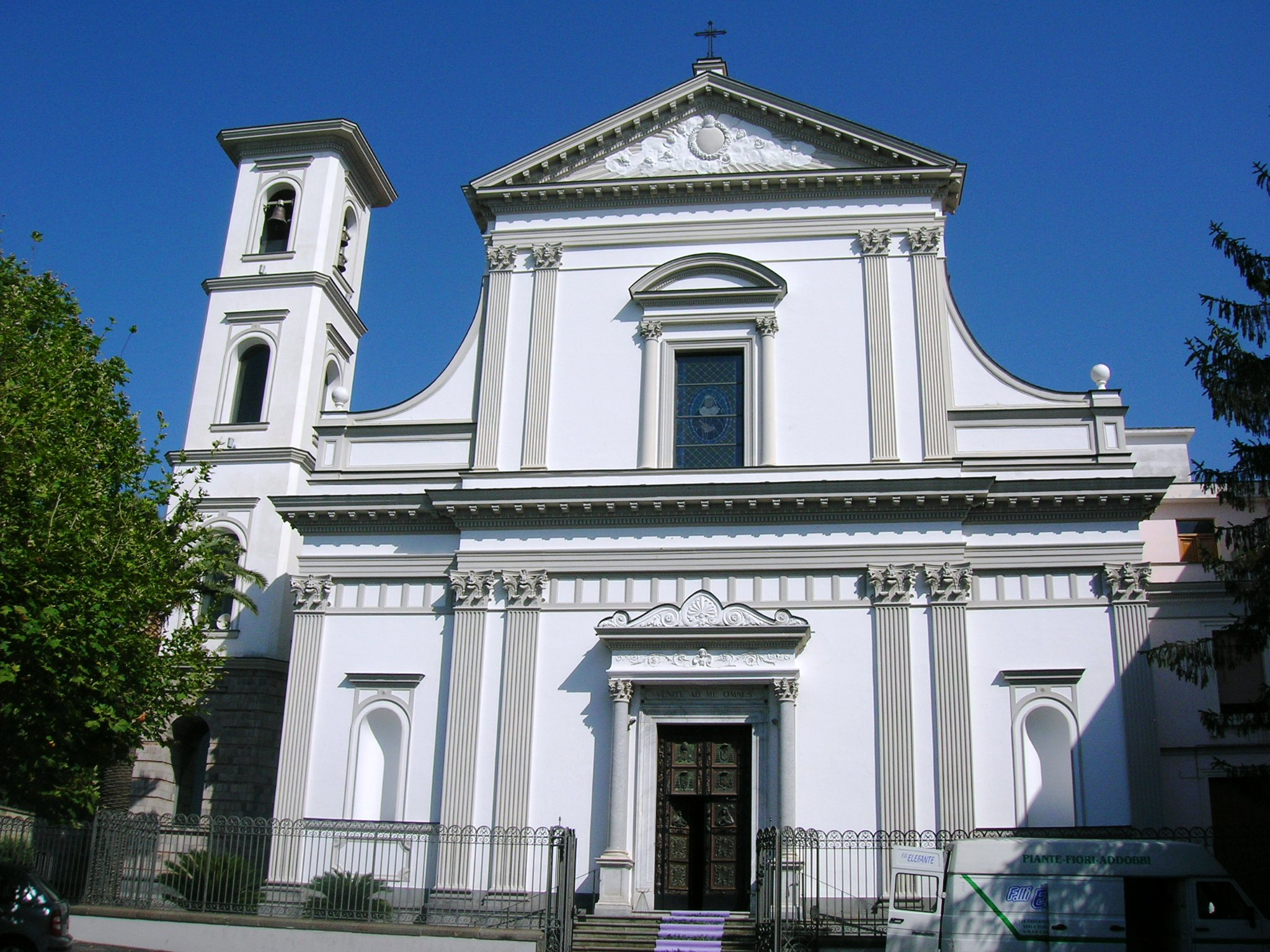
Santuario del Sacro Cuore

Nella città stabiese sono presenti quattro santuari. La basilica santuario di Santa Maria di Pozzano, ubicata sull'omonima collina, risalente al XVI secolo e consacrata nel 1874, conserva la tavola raffigurante la Madonna di Pozzano, compatrona di Castellammare di Stabia, miracolosamente ritrovata in pozzo: dinanzi all'icona sostò in preghiera anche San Francesco di Paola. Elevata a basilica pontificia da Benedetto XV nel 1916, ospita al suo interno opere di Paolo De Matteis, di Bernardino Fera e Sebastiano Conca, di Girolamo Cenatiempo e Giacinto Diana. Di notevole fattura è la sagrestia, realizzata su disegno dell'architetto Luigi Vanvitelli, al cui interno è ospitato il crocifisso ligneo risalente al XVII secolo e ritrovato miracolosamente sulle acque del mare, durante un'eruzione del Vesuvio. Il santuario della Madonna della Libera, ubicato nell'omonima frazione, custodisce un dipinto bizantino, del X secolo, raffigurante la Madonna con in braccio il bambino Gesù e a sui lati i santi Cataldo e Giovanni Evangelista: la vergine fu incoronata nel 1965. La chiesa risale al XV secolo, anche se ha assunto l'aspetto attuale solo a seguito dei lavori di ampliamento dagli anni sessanta. Il santuario del Sacro Cuore, in località Scanzano, realizzato tra la fine del XIX e l'inizio del XX secolo, è la sede delle suore Compassioniste Serve di Maria, fondate da suor Maria Maddalena Starace, nel cui tempio sono conservate le spoglie; tra le opere più importanti diversi dipinti di Vincenzo Galoppi e Roberto Scognamiglio. Il santuario di Santa Maria della Sanità, nella frazione di Quisisana, risalente al XVIII secolo, conserva un affresco del XIV secolo, raffigurante la Vergine Maria e diventato meta di pellegrinaggio a seguito di diversi miracoli avvenuti nella prima metà del Settecento.
Numerose sono poi le chiese monumentali come la chiesa di Gesù e Maria, con un dipinto di Luca Giordano, raffigurante la Vergine del Rifugio e una fornita biblioteca, la chiesa dello Spirito Santo, dove viene venerato il quadro di Sant'Antonio di 'Onna Sciurella, la chiesa di Santa Maria di Portosalvo, dove era custodito l'omonimo dipinto con la prima raffigurazione certa della città stabiese risalente al XVI secolo; e poi ancora la chiesa di Santa Maria dell'Orto, la chiesa di San Bartolomeo, la chiesa di San Matteo, la chiesa di San Francesco a Quisisana, la chiesa di San Giacomo Maggiore e la chiesa del Santissimo Salvatore e San Michele. Di stampo moderno invece la chiesa di Sant'Antonio da Padova, la chiesa di Maria Santissima del Carmine e la chiesa di San Marco Evangelista; nulle sono invece le chiese sconsacrate, se si fa eccezione per la piccola chiesa di San Raffaele, ormai diroccata e la chiesa dell'Oratorio, adibita a museo diocesano.

### Architetture civili

#### Palazzo Farnese

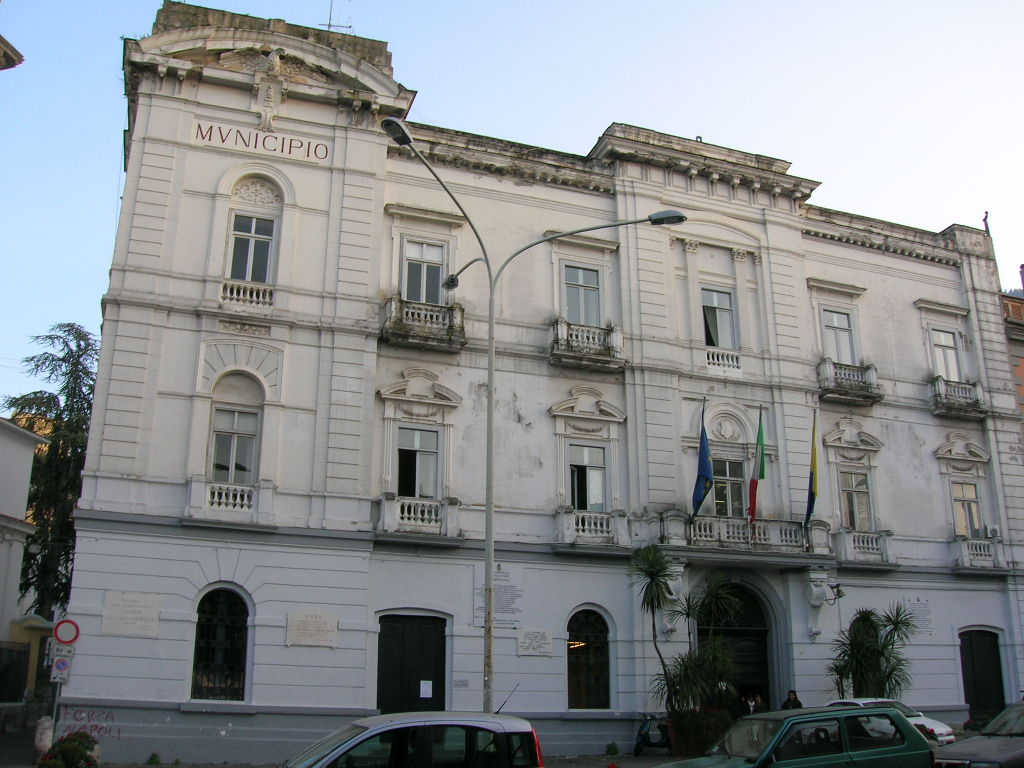
Palazzo Farnese oggi sede del Municipio

Nel 1566 Ottavio Farnese, signore di Castellammare, in seguito alle proteste dei cittadini, decise di donare alla città un luogo adeguato per la sede della Corte del Governatore: la scelta cadde su un caseggiato a un piano situato tra il Duomo e via Coppola, nell'attuale Piazza Giovanni XXIII. Nel 1820 vi venne trasferita la sede dell'Amministrazione comunale e nel 1871, su progetto dell'architetto Luigi d'Amora, il palazzo fu ingrandito e abbellito. Il secondo piano venne costruito soltanto agli inizi del Novecento, con l'aggiunta di una piccola torre laterale. L'amministrazione comunale vi restò fino al 1964, quando fu deciso il passaggio nell'ex sede della Banca d'Italia e Palazzo Farnese venne abbandonato. Dopo alcuni anni la struttura tornò ad essere a disposizione del comune e, finiti i lavori di ristrutturazione, venne nuovamente adibito a Municipio: palazzo Farnese svolge ancora oggi tale funzione. Da alcuni anni si è creato al suo interno anche un piccolo Museo Civico.

#### Palazzo del Fascio
Dove oggi sorge il palazzo del Fascio, un tempo esisteva un piccolo spiazzo chiamato Ponticello. Nel 1909 arrivarono al comune alcune domande per la costruzione di abitazioni private, vista la favorevolissima posizione non solo in pieno centro ma anche vicinissimo al mare: per ovviare ciò, si decise di realizzare una piazzetta che prese il nome di piazza Nino Bixio. Agli inizi degli anni quaranta però, durante il fascismo, la piazzetta venne occupata da un'austera costruzione tipica del periodo, adibita durante il conflitto mondiale a postazione dell'esercito italiano e tedesco. Passata la guerra, il Palazzo del Fascio fu sede della biblioteca comunale mentre oggi, dopo un periodo di abbandono, è in fase di restauro.

#### Palazzo Alvino
L'edificio, sito in Corso Vittorio Emanuele, fu edificato nel 1843 su disegno dell'architetto Enrico Alvino. Il primo proprietario, con il nome del quale il palazzo è altresì conosciuto, era il Cav. Domenico Benucci, allora titolare del monopolio dei tabacchi del Regno delle Due Sicilie; l'edificio fu in seguito utilizzato come albergo ospitando, nei decenni successivi, l'Hotel Royal.

#### Reggia di Quisisana

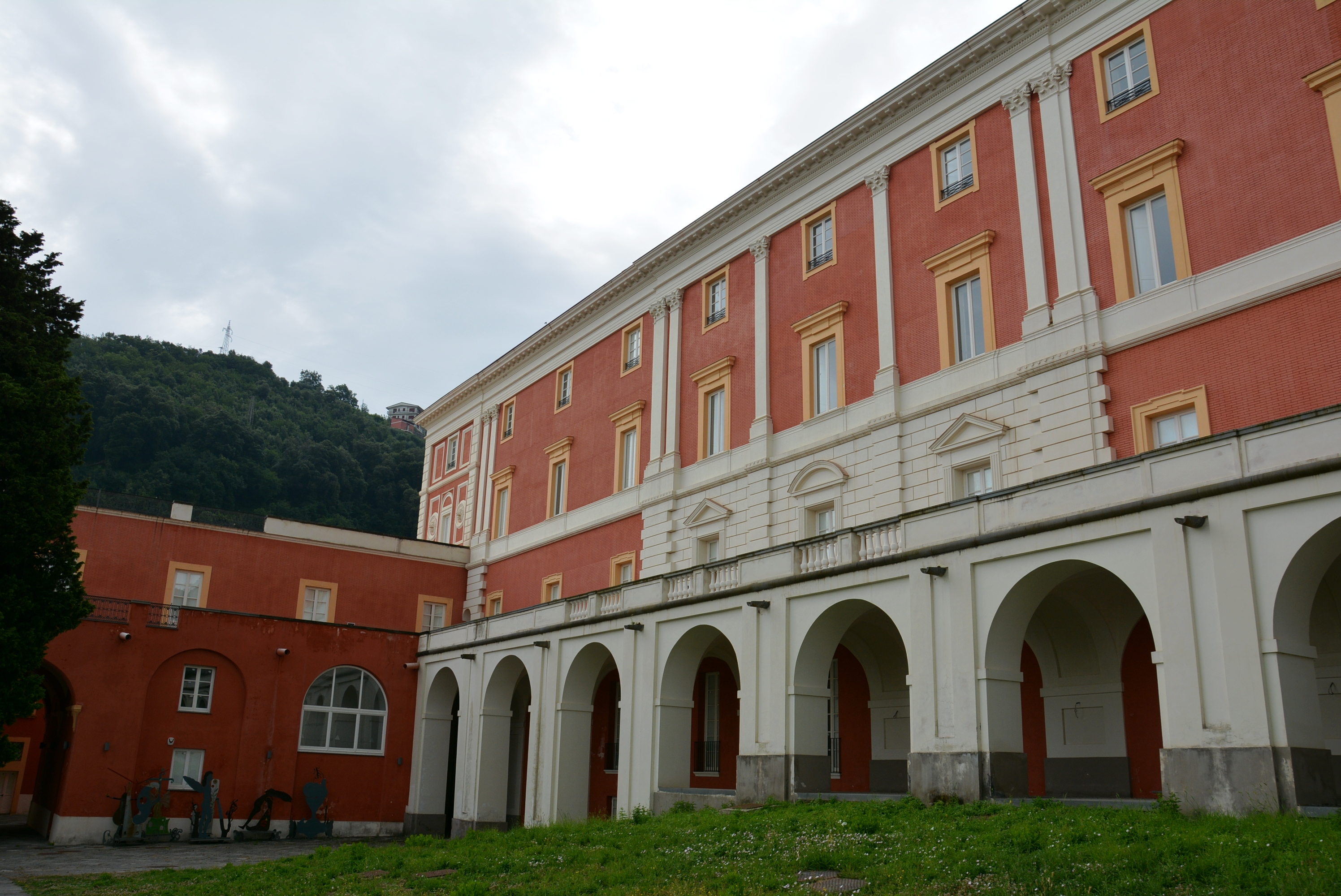
La reggia di Quisisana

La data precisa della costruzione della Reggia di Quisisana è ancora tutt'oggi avvolta nel mistero: sicuramente nel 1268 già esisteva sulla collina di Quisisana la casa di re Carlo I d'Angiò, ma poiché gli Angioini avevano conquistato il Regno di Napoli solo due anni prima è ipotizzabile che possa risalire agli Svevi. In posizione dominante sulla città, la reggia è formata da tre corpi di fabbrica: il primo, su due livelli, è quello che permette l'accesso alla struttura tramite un ampio portale. Il primo piano era il piano nobile che si affacciava direttamente all'interno del parco. Il secondo corpo è ubicato perpendicolarmente rispetto all'ingresso, sul ciglio della collina, anch'esso su due livelli con l'aggiunta del sottotetto. Infine la terza parte scende lungo il pendio della collina ed è caratterizzata dalla presenza di un portico. All'interno della reggia è presente un giardino all'italiana.
Nel corso della sua storia numerosi personalità abitarono la reggia da Giuseppe Bonaparte a Gioacchino Murat ai Borbone: anche Carolina Bonaparte, sorella di Napoleone, vi soggiornò a lungo. Con l'unità d'Italia, la tenuta passò tra i Beni Riservati della Corona di Casa Savoia, trasferita poi al demanio dello Stato. Nel 1879 fu acquistata dal comune e data in concessione lo stesso anno a privati che la trasformarono in un albergo, chiamato Royal Hotel Quisisana. Alla fine degli anni sessanta, dopo che per brevissimo periodo fu adibita ad ospedale, la reggia venne abbandonata. Gravi danni si aggiunsero a quelli causati dall'incuria e da infiltrazioni d'acqua, a seguito del Terremoto dell'Irpinia del 1980, provocando il crollo parziale di alcune mura, solai e scale: intanto ornamenti e stucchi vanno completamente persi. Ridotto a uno stato di rudere, dopo una serie accurata di studi iniziano i lavori di restauro che terminano nel 2008. Dal 2020 ospita il Museo archeologico di Stabia Libero D'Orsi.

### Architetture militari

#### Castello

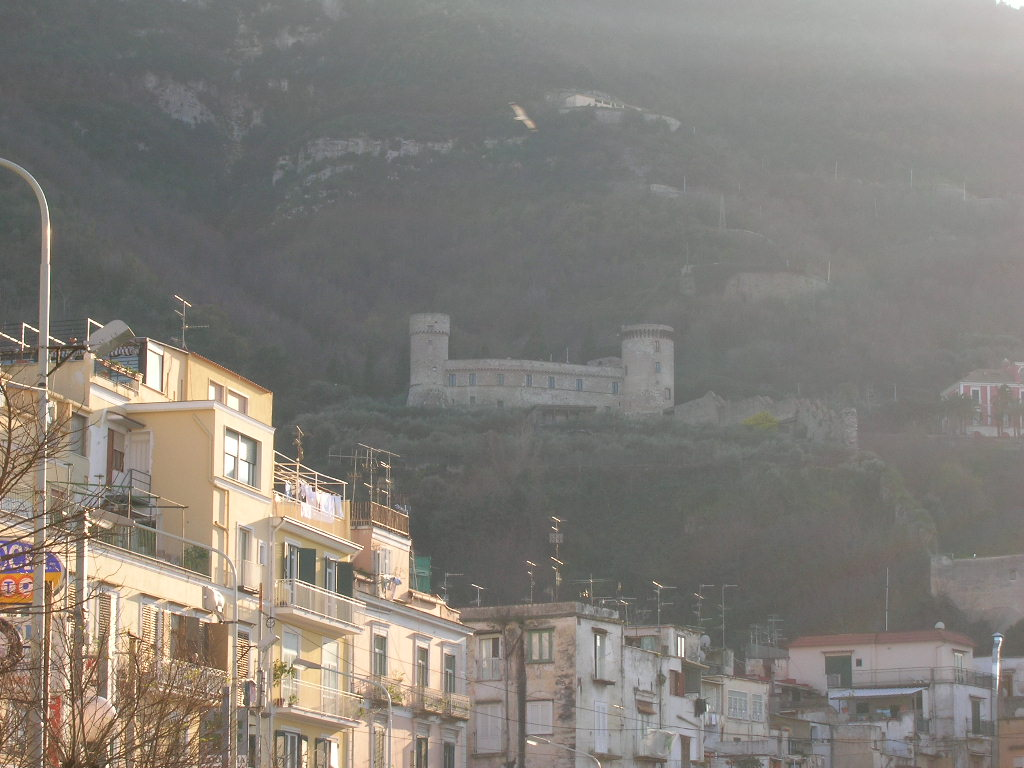
Il Castello visto da Piazza Orologio

Il castello di Castellammare di Stabia, che si trova lungo la statale sorrentina, nei pressi della salita per il santuario della Madonna della Libera, venne costruito dai sorrentini per difendere il proprio ducato, sulla collina che sovrasta la città stabiese; fu in seguito riparato da Federico II e ricostruito dagli angioini. Quando perse il suo ruolo difensivo il castello fu rifatto e rinforzato da Alfonso d'Aragona: fu attivo fino ai secoli della dominazione spagnola, ma nel XVIII cominciò il suo lento declino. Ridotto per lo più a un rudere venne venduto dallo Stato al marchese Alaponzone di Verona, che attorno agli anni trenta del Novecento lo cedette a Edoardo de Martino: questi ne iniziò il restauro, completato poi dal figlio. Oggi, abitazione privata, è visitabile solo all'esterno.
La struttura ha una grande importanza nella storia di Castellammare di Stabia, poiché è proprio da questo che la città prende il nome: solitamente, secondo tradizione, si dice che il mare, in tempi remoti, arrivava fino al castello. In realtà questo aveva una cinta muraria che si originava dal complesso centrale per scendere giù per la collina fino alla zona dove oggi si trova la chiesa di Portosalvo, dove terminava con una torre di avvistamento: in questo punto il mare incontrava il castello e da qui il nome di Castello a mare.

### Archeologia

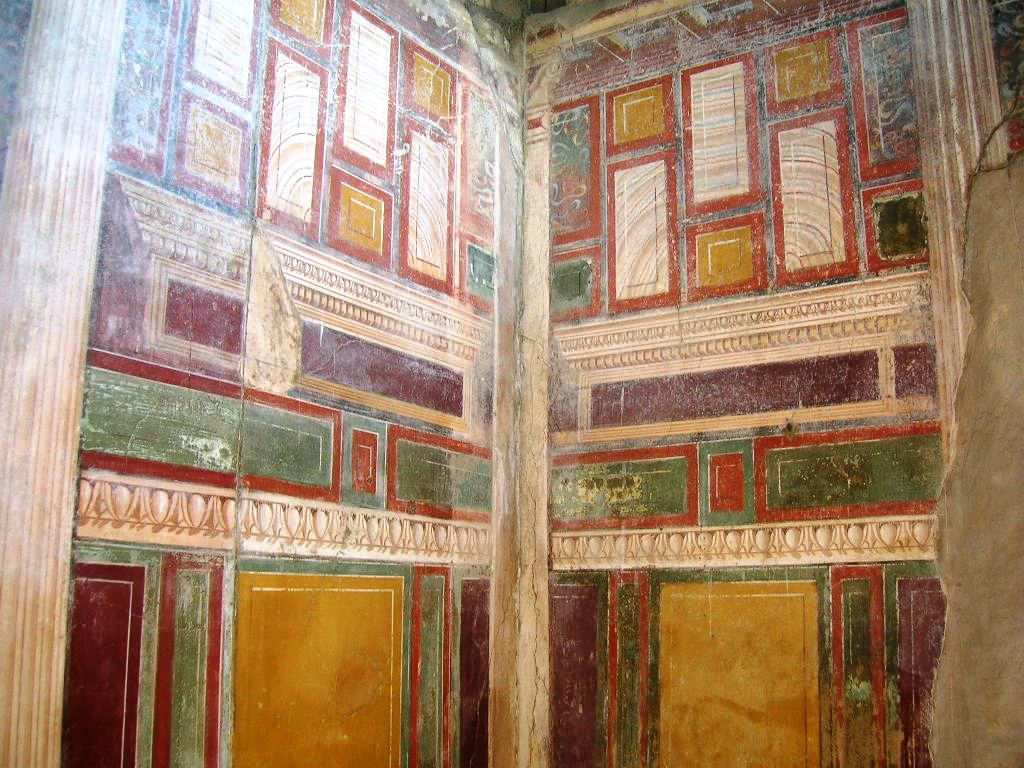
Una stanza di Villa Arianna

Stabiae, l'odierna Castellammare di Stabia, fu una delle mete preferite dai patrizi romani, tanto che il suo territorio fu costellato di numerose ville residenziali. Scoperta nel 1749 dagli scavatori borbonici, Stabiae, sin dall'inizio, si contraddistinse come luogo di eccellenza: l'esplorazione della città però durò solamente pochi anni, tanto che già nel 1782 tutte le attività di scavo vennero spostate a Pompei, così che ville, case e strade ritornarono sotto terra mentre affreschi, statue e suppellettili preziose vennero raccolte nel Museo Borbonico. Dopo l'abbandono, nel 1800, vi furono vari rinvenimenti che mantennero acceso il ricordo di Stabiae: però fu soltanto nel 1950 che due ville, villa San Marco e villa Arianna, furono riportate parzialmente alla luce dal preside Libero D'Orsi. Le due ville sono visitabili tutti i giorni e si possono apprezzare le capacità progettuali degli architetti romani che le realizzarono con ardite soluzioni tecniche e inserendo perfettamente le ville nel paesaggio. Oggi il sito di Stabiae è al centro di un grande progetto internazionale che prevede la creazione di un parco archeologico insieme all'università del Maryland, tramite la fondazione Restoring Ancient Stabiae: uno dei passi fondamentali della fondazione, insieme alla Sopraintendenza Archeologica di Pompei, è stata una mostra, chiamata Otium Ludens, dal dicembre 2007 al marzo 2008, presso il Museo Statale dell'Ermitage di San Pietroburgo, che ha raccolto circa 200 reperti tra suppellettili e affreschi provenienti da Stabiae. Questa mostra in futuro continuerà in altre parti del mondo.

#### Ville Romane
- Villa Arianna
- Villa San Marco
- Villa del Pastore
- Secondo Complesso

#### Grotta San Biagio
La grotta di San Biagio è un antico tempio cristiano, ricavato nella roccia di tufo alle pendici della collina di Varano: molto probabilmente in origine era proprio una cava creata dagli antichi romani per costruire le loro ville tramite l'estrazione di blocchi di tufo. In principio vi fu un tempio romano dedicato a Mitra, mentre nei primi secoli della cristianità divenne una catacomba. Fu soltanto dal VI secolo che divenne chiesa, dedicata ai santi Giasone e Mauro, sede di una comunità benedettina, dipendente dal monastero di San Renato di Sorrento. All'interno vi sono affreschi di notevoli proporzioni, splendidamente conservati, eseguiti tra il VI e XIV secolo: la grotta è chiusa al pubblico. Al suo interno è stata ritrovata una statua raffigurante forse san Biagio, conservata al Museo Diocesano di Castellammare di Stabia.

### Terme
Definita Metropoli delle acque per il suo patrimonio idrologico costituito da ben 28 tipi di acque minerali differenti, divise in solforose, bicarbonato calciche e medio minerali, il termalismo ha rappresentato per Castellammare di Stabia fin dal metà dell'Ottocento un tassello importante sia per l'economia che per il turismo.
Per sfruttare al meglio le proprietà delle acque la città dispone di due stabilimenti termali, uno nel centro antico e l'altro nella zona collinare dove è anche possibile effettuare alcune cure. Inoltre alcune acque come l'acqua della Madonna e l'acqua Acetosella, tra le più note e già apprezzate da Plinio il Vecchio che le consigliava ai sofferenti di calculosis, vengono imbottigliate e vendute anche in America.

#### Antiche Terme

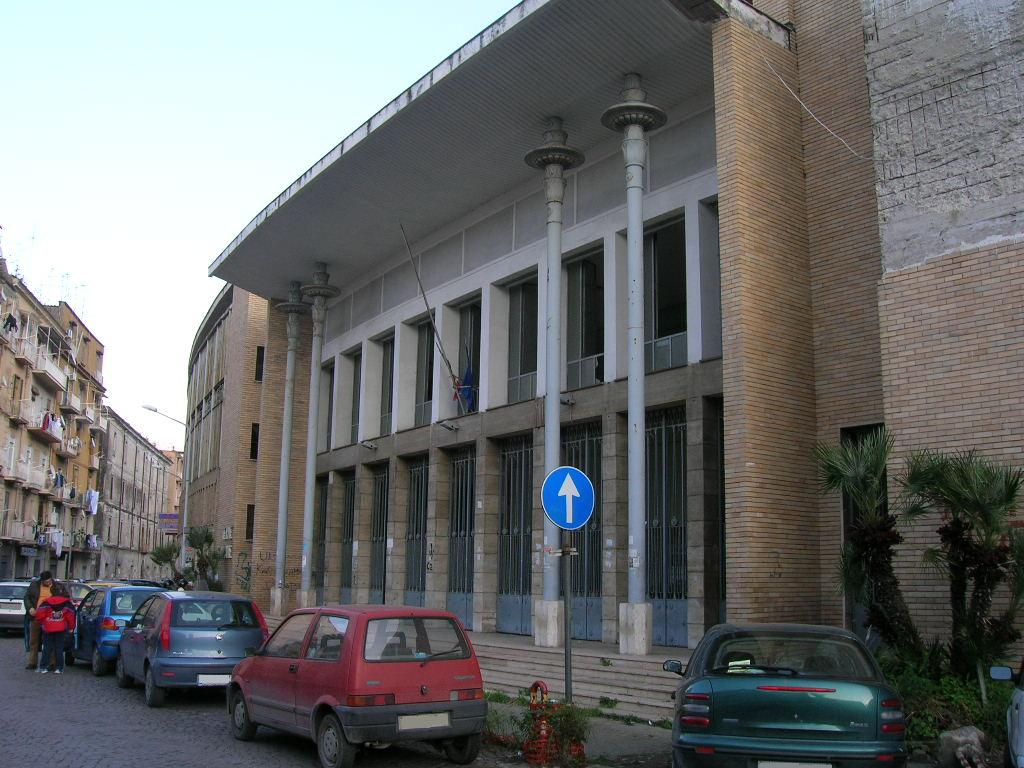
La facciata delle Antiche Terme

Inaugurate nel 1836, la storia delle Antiche Terme di Castellammare di Stabia inizia 9 anni prima, quando nel 1827, su progetto dell'architetto Catello Troiano, iniziano i lavori per la costruzione. Le terme ricoprirono immediatamente un ruolo fondamentale non solo per i cittadini, ma anche per i turisti, che soprattutto d'estate affollavano la città per le cure presso il complesso termale, che anno dopo anno si andava ampliando con nuove padiglioni e piscine riservati a molteplici cure del corpo. È del 1893 l'apertura del padiglione Moresco a opera dell'architetto Cosenza. Le terme diventarono non solo un centro benessere ma un vero e proprio polo culturale tanto che nel loro parco venivano organizzate mostre di pittura, manifestazioni culturali e concerti musicali.
Il 26 febbraio 1956 iniziò la demolizione dell'antica struttura per la costruzione, progettata dall'architetto Marcello Canino, di quella che esiste ancora tutt'oggi. Verso la fine degli anni ottanta il complesso termale entra in crisi a causa della chiusura di buona parte dei servizi offerti, in quanto spostati nel nuovo complesso. Oggi le Antiche Terme sono aperte poche ore al giorno solo per permettere la raccolta dei vari tipi di acqua, mentre nel periodo estivo si tengono alcune manifestazioni culturali. Nell'estate del 2007 sono partiti i lavori di riqualificazione del complesso che dovrebbe tornare agli antichi splendori con la riapertura di numerosi servizi termali.

#### Nuove Terme
Le Nuove Terme, situate sulla collina denominata del Solaro, nei pressi della frazione di Scanzano, progettate dagli architetti Cocchia, Iossa, Mazziotti e Sbriziolo sono state inaugurate il 26 luglio 1964 e si estendono su una superficie di oltre 100 000 m². Questo complesso è composto da due settori: l'edificio dedicato alle cure terapeutiche e il parco per le cure idroponiche. L'edificio per le cure è uno dei più attrezzati e moderni d'Europa: si praticano fisioterapia, medicina iperbarica, massaggi, fanghi, inalazioni con l'ausilio delle acque solfuree, riabilitazione, cure dermatologiche, cure estetiche e cure ginecologiche. Il parco idropinico invece permette di praticare quella che viene chiamata l'idroterapia, ossia bere il tipo di acqua consigliata per la cura di specifiche patologie, passeggiando nel parco. Oltre alla sala dove sono presenti la maggior parte delle acque stabiesi, il parco, finemente curato e aperto solo durante il periodo estivo, offre una ricca programmazione, sia al mattino, sia la sera, di concerti, cinema all'aperto, mostre e congressi.

#### Le acque

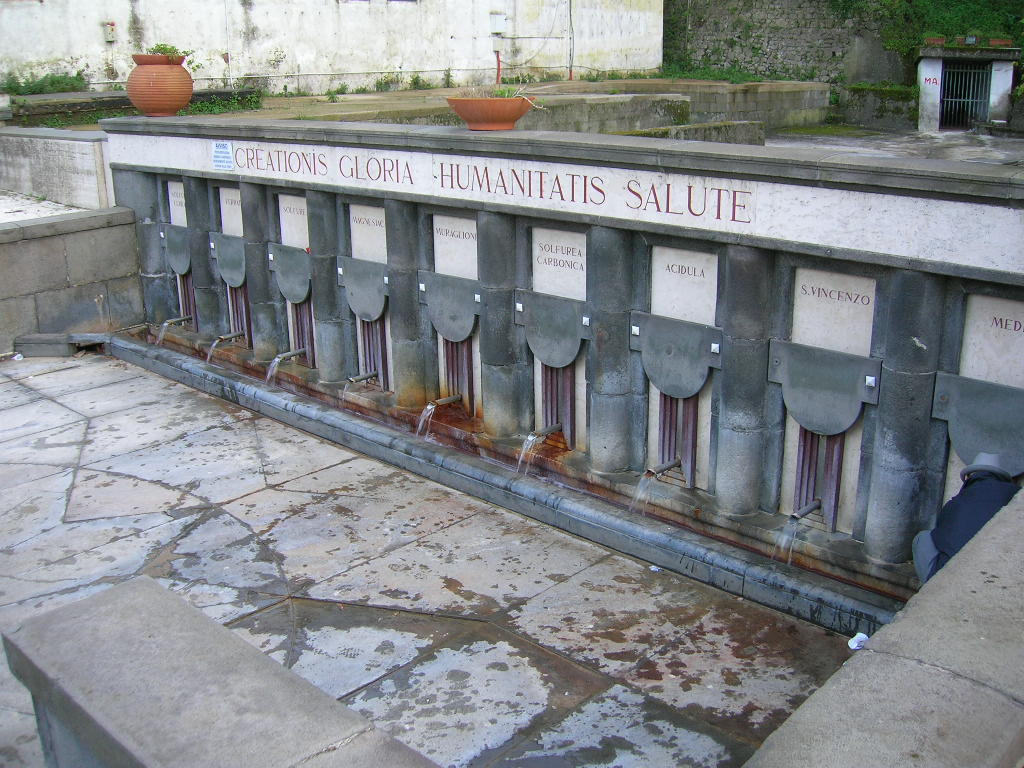
Le fonti delle Antiche Terme

Acque solforose
- Acqua Muraglione
- Acqua Solfurea
- Acqua Solfurea Carbonica
- Acqua Solfurea Ferrata
- Acqua Stabia

Acque bicarbonato calciche
- Acqua Acidula
- Acqua Ferrata
- Acqua Magnesica
- Acqua Media
- Acqua Pozzillo
- Acqua San Vincenzo

Acque medio minerali
- Acqua Acetosella
- Acqua della Madonna
- Acqua San Giacomo
- Acqua Rossa
- Acqua Ferrata

### Monumenti

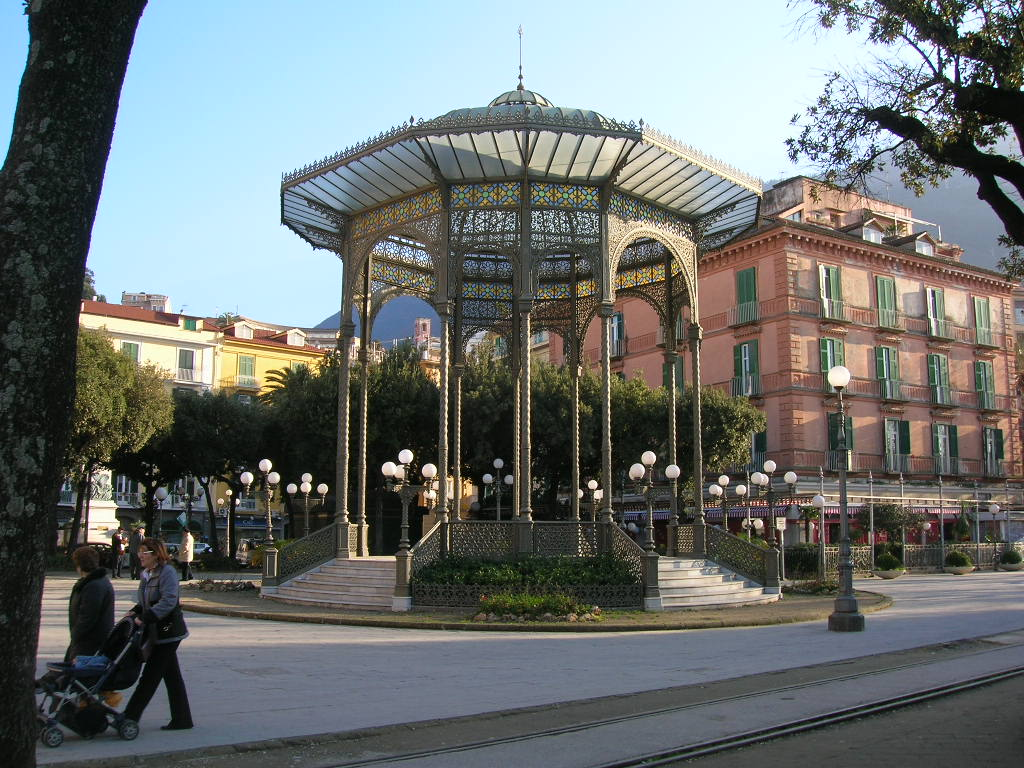
La Cassarmonica

#### Cassarmonica
La cassarmonica, o padiglione musicale, venne realizzata dalla ditta Minieri di Napoli, su progetto dell'architetto Eugenio Cosenza. Inaugurata il 28 aprile 1900, solo 9 anni dopo, a causa di una violenta libecciata, la cassarmonica crollò. Per la sua ricostruzione venne chiamato per l'ennesima volta Eugenio Cosenza, che questa volta ne abbassò l'altezza, creò in cima uno sfiatatoio mentre gli archi assunsero una forma arabescata: la nuova struttura fu consegnata al comune di Castellammare di Stabia il 4 agosto 1911. Negli anni ha subito diversi restauri sia negli anni novanta che nel 2004. La cassarmonica ospita vari concerti oltre che manifestazioni.

#### Scoglio di Rovigliano

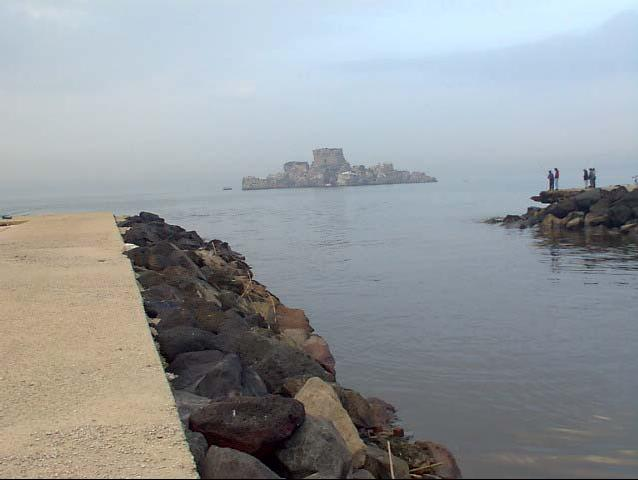
Lo scoglio di Rovigliano

Formato da roccia calcarea e ricoperta da depositi eruttivi data la vicinanza del Vesuvio, lo scoglio di Rovigliano si trova in mare, proprio di fronte alla foce del fiume Sarno, al confine tra Castellammare e Torre Annunziata. Il nome Rovigliano deriverebbe dal cognome di una famiglia romana, la Rubellia, che vi costruì una villa d'otium, costruzione tipica della zona. Prima dell'avvento dei romani lo scoglio si pensa sia stato emporio fenicio o tempio dedicato ad Ercole, difatti allora era chiamato Petra Herculis. Nel 938 d.C. vi si edificò un convento, mentre nel 1564, fu trasformato in fortezza contro le incursioni dei pirati turchi.

#### Monumento ai Caduti

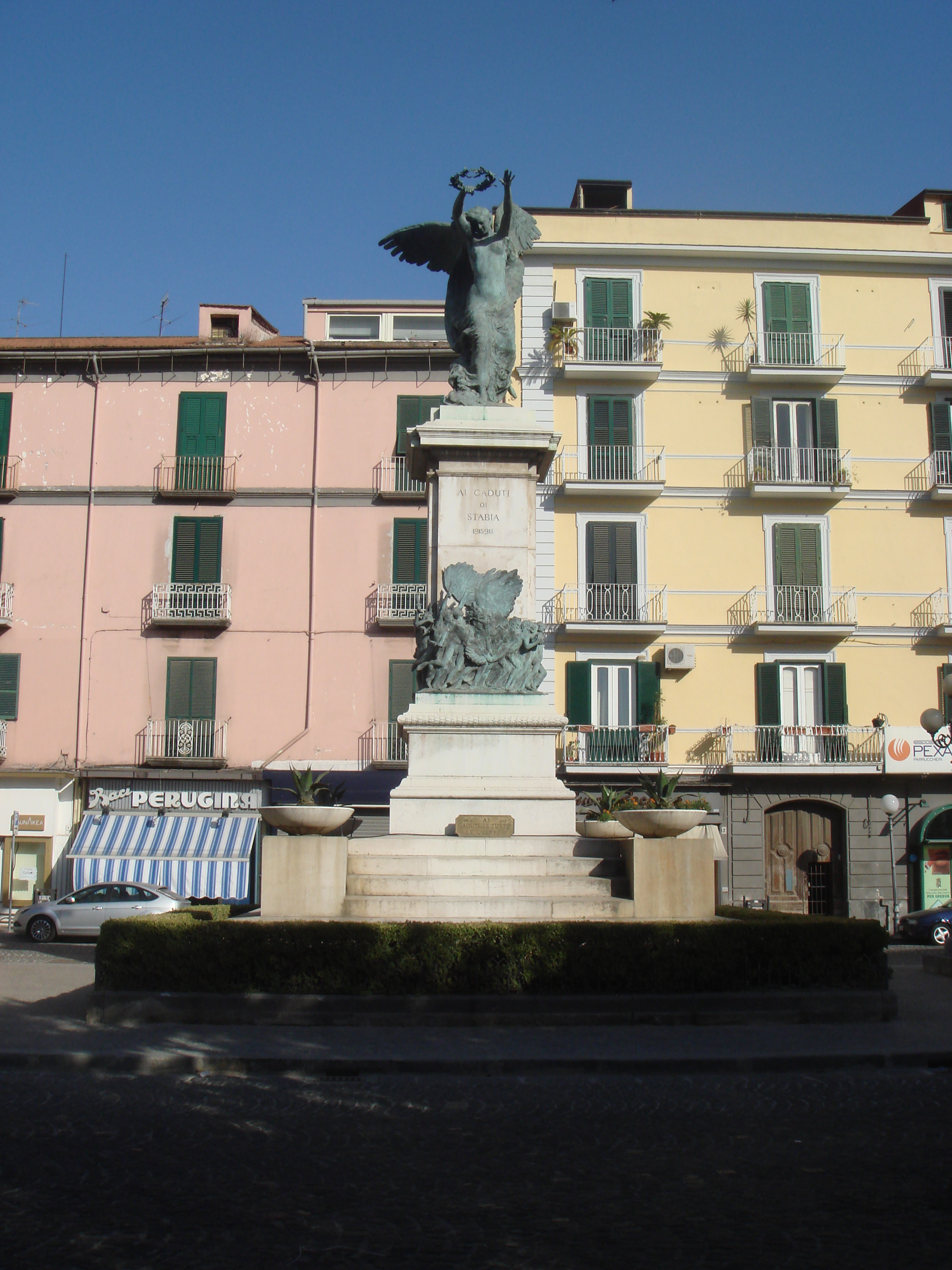
Monumento ai Caduti

Dopo la prima guerra mondiale si costituì in città un comitato per la creazione di un monumento dedicato ai caduti di tutte le guerre. Per realizzare l'opera fu incaricato lo scultore Giuseppe Renda: tutto era pronto per l'inaugurazione, il 28 ottobre 1928 quando il vescovo dell'epoca rifiutò di parteciparvi poiché sul monumento apparivano delle immagini che ritraevano uomini nudi. Il monumento rimase coperto per circa tre anni poiché sia il vescovo, sia lo scultore (che non voleva modificare la sua opera) si rifiutarono di trovare un punto di incontro. La situazione cambiò soltanto quando il presidente dell'azione cattolica convinse Giuseppe Renda a modificare le sculture: il monumento venne finalmente inaugurato nel 1931, alla presenza di tutte le autorità. L'opera rappresenta la Vittoria Alata. Ogni 25 aprile viene svolta una solenne cerimonia ai piedi della statua per ricordare la liberazione dell'Italia.

#### Arco di San Catello
L'Arco di San Catello è un arco risalente al XIV secolo, situato nel centro storico di Castellammare di Stabia, che si affaccia sulla villa comunale. Da molti ritenuto una porta della città, in realtà è un arco dell'antica cattedrale. In passato più volte si è pensato a un suo abbattimento, soprattutto per allargare il palazzo confinate: fortunatamente tale idea è stata abbandonata. Oggi è un dei simboli della città e viene chiamato in questo modo perché sulla sua sommità è posta una statua di san Catello, patrono stabiese.

### Natura

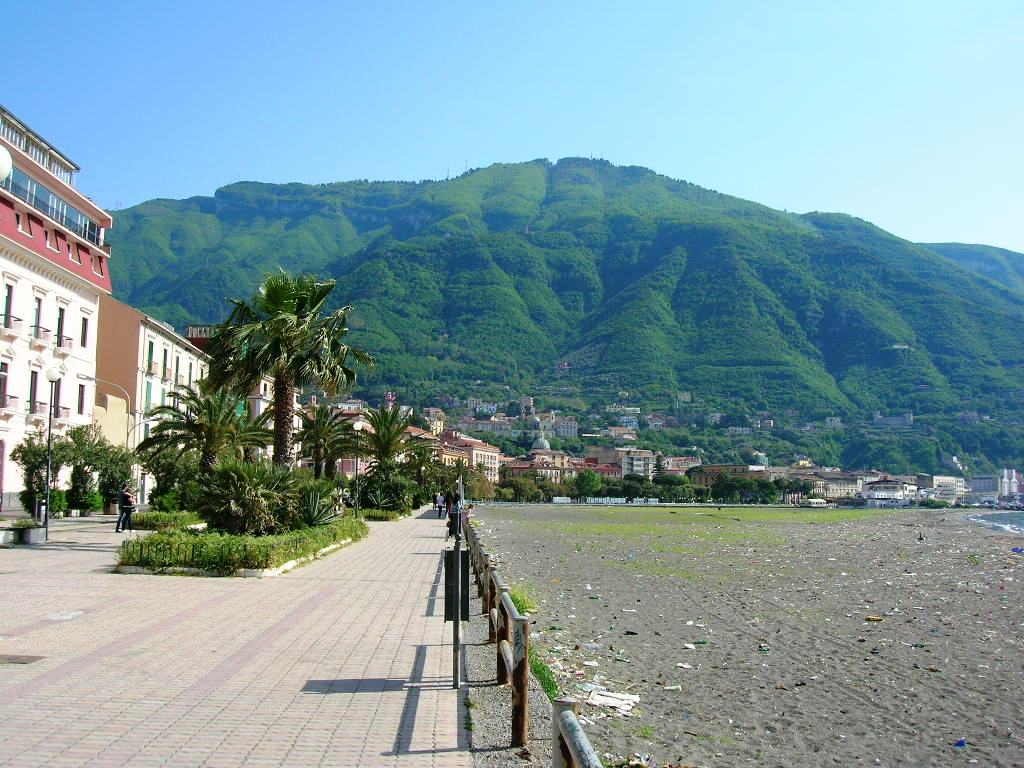
Il Monte Faito visto dal lungomare di Castellammare di Stabia

#### Monte Faito
Il monte Faito è alto 1131 metri ed è una stazione turistica raggiungibile con una funivia da Castellammare di Stabia e in auto dal versante di Vico Equense, fa parte dei Monti Lattari, gruppo montuoso del Preappennino campano.
Formato da rocce prevalentemente calcaree, sul versante del Golfo di Salerno è caratterizzato da pareti molto ripide sul mare, altra cima importante è il monte Sant'Angelo a Tre Pizzi alto 1444 metri. Il Monte Faito è collegato a Castellammare tramite una funivia gestita dalla EAV. Oltre a passeggiate salutari tra i suoi boschi è possibile visitare il tempietto dedicato all'arcangelo Michele e alcune sorgenti.

#### Fiume Sarno
Nella città di Castellammare di Stabia vi è la foce del fiume Sarno: oggi tale fiume è anche la linea di confine con i comuni di Torre Annunziata e Pompei. I romani lo chiamavano Draconcello per la sua forma sinuosa anche se oggi non più visibile poiché nel corso dell'Ottocento il suo corso fu ampiamente rettificato. Degna di nota la battaglia che si svolse nel 552 d.C. tra Goti e Bizantini. All'inizio del secolo scorso nelle sue acque gli stabiesi erano soliti nuotare oppure pescare: oggi la situazione è negativamente cambiata visto che il fiume Sarno è uno dei corsi d'acqua più inquinati d'Europa.

#### Parchi

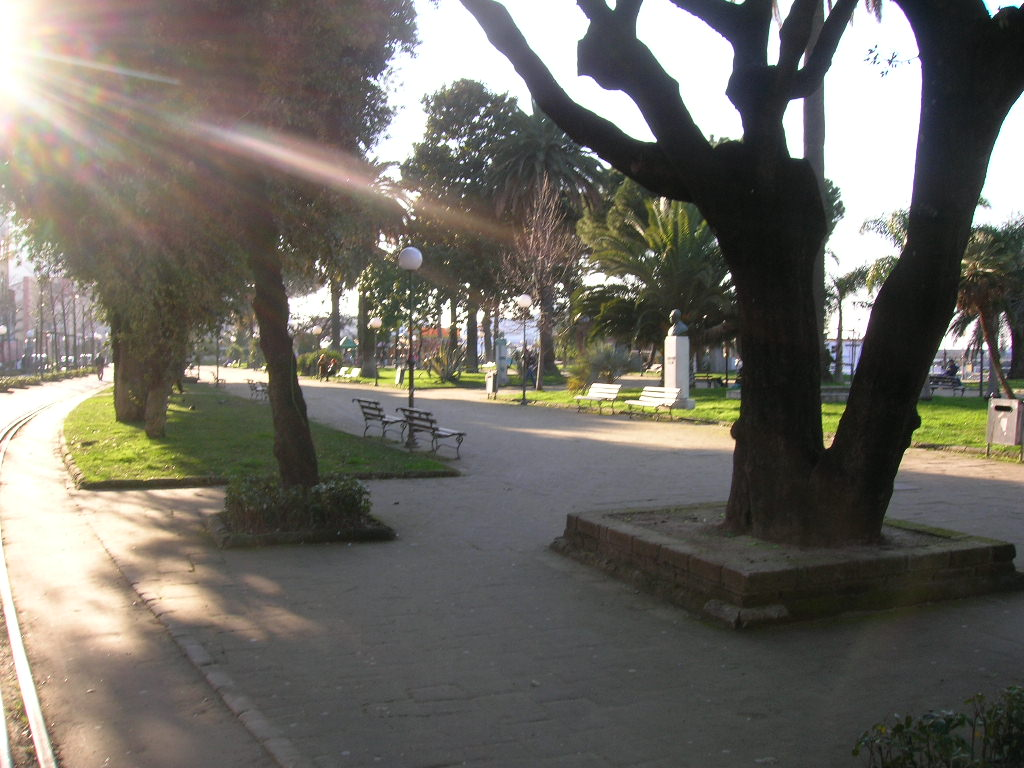
Scorcio della Villa Comunale

La Villa Comunale è il parco principale della città che corre lungo la fascia costiera dall'hotel Miramare fino a Piazza Giovanni XIII. Il parco può essere diviso in due sezioni: il Lungomare che va dal Miramare a Piazza Principe Umberto e i Giardini Pubblici. Il lungomare, lungo circa un chilometro è suddiviso in tre corsie separate l'una dall'altra da aiuole rettangolari o circolari adornate con palme da datteri e pini mediterranei e pavimentate con piastrelle colorate oppure con grossi disegni tra cui anfore e ippocampi: lungo i suoi viali sorge la fontana del Vogatore che ricorda la lunga tradizione stabiese nell'ambito del canottaggio. I giardini pubblici invece sono stati restaurati di recente e presentano un aspetto più classico, simili ai giardini francesi: è in questa zona che si trova la cassarmonica, la fontana dei Tritoni, il viale dove si trovano i busti della personalità famose legate a Castellammare di Stabia e un monumento dedicato alle vittime del mare. Di recente sono stati inaugurati due nuovi monumenti, uno dedicato alle vittime del lavoro, l'altro invece ricorda l'eruzione del Vesuvio del 79.
Altro importante parco è villa Gabola, nei pressi del rione San Marco. Completamente recintato, è uno dei luoghi di svago per bambini. Al suo interno una villa, in stile americano, che versa in condizioni di abbandono: si era parlato di una possibile creazione al suo interno dell'Antiquarium Stabiano, ma tale progetto è rimasto sulla carta.
Il Bosco di Quisisana è il polmone verde della città, situato nella zona collinare, a Quisisana, nei pressi della Reggia. Tra la folta vegetazione si aprono numerosi vialetti: importante da visitare in zona la cosiddetta fontana del Re.

### Piazze

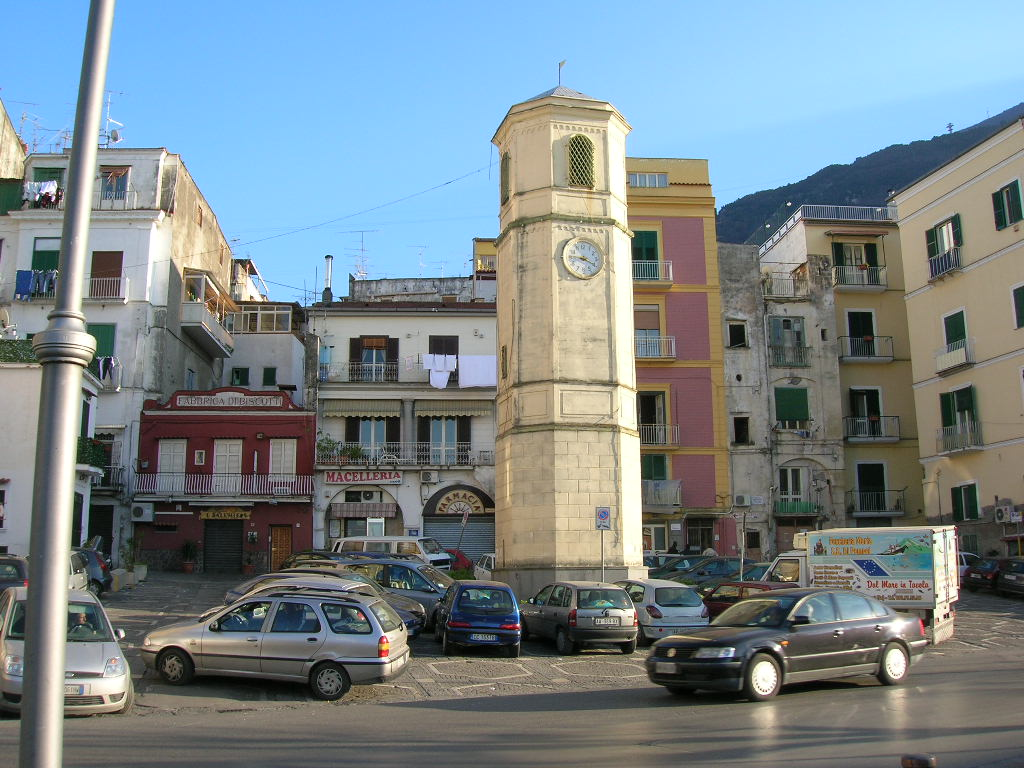
Piazza Cristoforo Colombo conosciuta meglio come Piazza Orologio, prima dei lavori di restauro

#### Piazza Orologio
Il nome reale è piazza Cristoforo Colombo, ma da tutti è conosciuta come piazza Orologio, visto che vi è una torre sulla quale è collocato un orologio. Questa piazza è situata nel centro antico di Castellammare di Stabia in una zona anticamente chiamata Marina Grande per la sua vicinanza al porto ed ha ricoperto da sempre un ruolo fondamentale per la vita economica stabiese; infatti in essa veniva svolto un mercato prevalentemente adibito alla vendita di mercanzie che giungevano via mare. Da ciò il suo primo nome che era piazza Mercato. Nel maggio del 1872, dopo le richieste sia degli abitanti sia dei pescatori, i quali volevano un orologio luminoso che potesse essere visto anche dal mare, fu inaugurato l'impianto che comprendeva una torre alla cui sommità venne posto l'orologio, con le campane che scandivano le ore e l'illuminazione dovuta a un impianto a gas. L'orologio venne poi sostituito da uno nuovo nel 1962 e l'illuminazione a gas lasciò il posto a quella elettrica. Nel 2007 l'Amministrazione Comunale bandisce un concorso di progettazione per la riqualificazione della piazza Cristoforo Colombo: tale gara fu vinta dal progetto degli architetti Giovanni Sorvillo e Annamaria Di Nola; i lavori di rifacimento si conclusero nell'ottobre 2009. Successivamente, sempre a opera dell'architetto Giovanni Sorvillo, si procedette ai lavori di restauro della torre campanaria della piazza orologio; essi godono adesso, dopo l'eliminazione di tutte le superfetazioni avutesi nel corso dei decenni, di una nuova illuminazione a LED, una cromatica studiata con la Soprintendenza SBAPSAE di Napoli e Provincia e una nuova copertura in lastre parallele di ardesia.

#### Piazza Principe Umberto
Piazza Principe Umberto, una delle piazze storiche di Castellammare di Stabia, è conosciuta sia con il nome di piazza Monumento, in quanto ospita nel suo centro un monumento ai caduti di tutte le guerre, sia con il nome di piazza Quartuccio, poiché in passato si apriva in zona una delle porte della città, chiamata porta del Quartuccio, (il quartuccio era un'antica unità di misura napoletana), che aveva la funzione di dazio: infatti nel 1299 venne introdotta la gabella, ossia chi voleva trasportare merci come legumi, frutta e altro materiale all'interno delle mura cittadine doveva pagare una somma di denaro. La fisionomia della piazza rimane immutata fino agli inizi dell'Ottocento, quando vennero abbattute le mura difensive e costruiti nuovi maestosi palazzi come palazzo Rispoli e Martingano; oggi la piazza si affaccia sulla villa comunale, nei pressi della Cassarmonica.

#### Piazza Giovanni XXIII

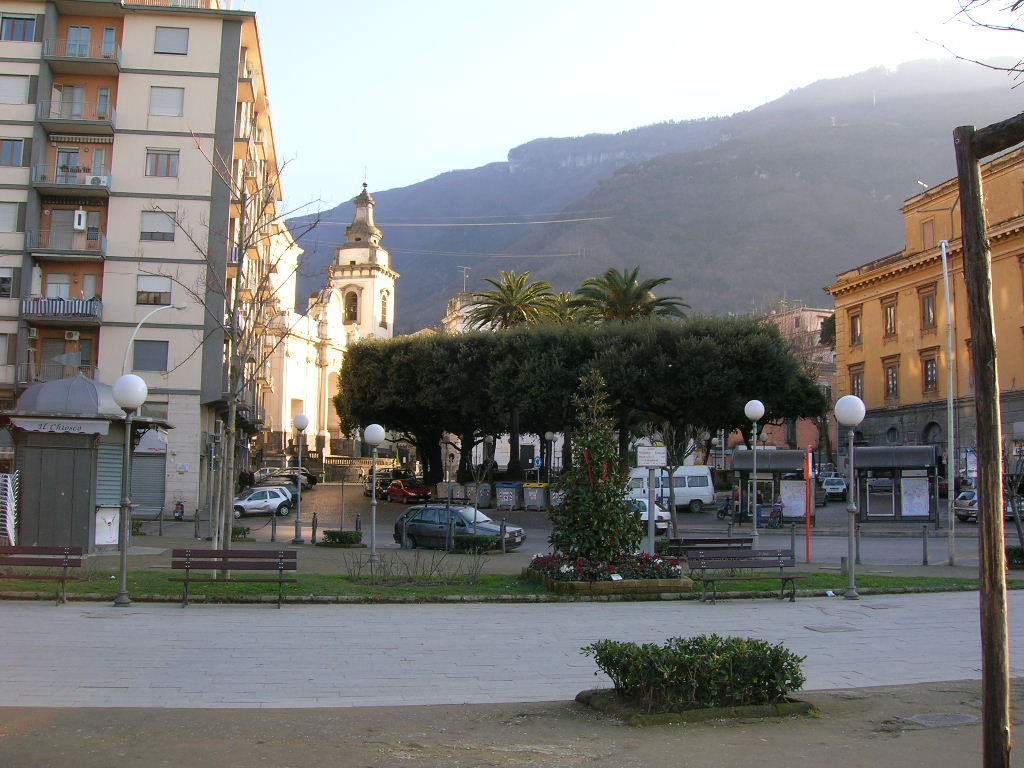
Piazza Giovanni XXIII

Piazza Giovanni XXIII è una delle piazze principali di Castellammare di Stabia, nonché la piazza dove si trovano due degli edifici più importanti della città: la Cattedrale e il Municipio: per questo motivo è spesso chiamata piazza Municipio. Altro nome ricorrente è quello di 'a Canestra, poiché nel centro della piazza si trova una serie di alberi, disposti circolarmente, che visti dall'alto sembrano una specie di cesto: tale opera venne realizzata su proposta del consiglio comunale nel 1875. In passato a piazza Giovanni XXIII sorgeva anche il vecchio ospedale, poi abbattuto. Nella piazza confluiscono diverse strade importanti come via Gesù, via Coppola, Via Mazzini e via Brin, oltre a confinare con l'inizio della villa comunale.

#### Piazza Fontana Grande
Piazza Fontana Grande, antico centro nevralgico di Castellammare di Stabia, si apre alla base della collina su cui sorge il castello, nei pressi del porto: sul costone roccioso si erge una struttura con cinque arcate, molto probabilmente di origine romana, al cui centro è posta un'edicola votiva che rappresenta la Madonna di Pozzano con San Catello, risalente al 1862. Al di sotto di essa si apre un colonnato semicircolare che racchiude la fontana che dà il nome alla piazza. Alla sinistra del colonnato è posta la chiesa dello Spirito Santo: nella piazza si affaccia anche il palazzo del Marchese. In passato la piazza ha ospitato anche una fontana pubblica che erogava l'acqua Ferrata, una delle sorgenti di Castellammare di Stabia, in seguito chiusa. Nel 2007 sono iniziati i lavori di riqualificazione della piazza, con l'abbattimento del cancello di recinzione dell'acquedotto e la creazione di un'ampia zona pedonale. Nel corso dei lavori sono affiorati resti di una torre medioevale. Nel 2008 la piazza è stata riconsegnata alla cittadinanza finemente rimodernata, caratterizzata dalla presenza di fontane e di giochi d'acqua che ricordano lo stretto rapporto tra Castellammare di Stabia e le sue acque.

## Società
È al 6º posto tra i comuni più abitati della città metropolitana di Napoli, all'8º posto in regione ed è 84º a livello nazionale.

### Evoluzione demografica
Abitanti censiti

### Etnie e minoranze straniere
Al 31 dicembre 2023 la popolazione straniera era di 1 251 persone, pari all'1,96% dei residenti.

### Tradizioni e folclore

#### Falò dell'Immacolata

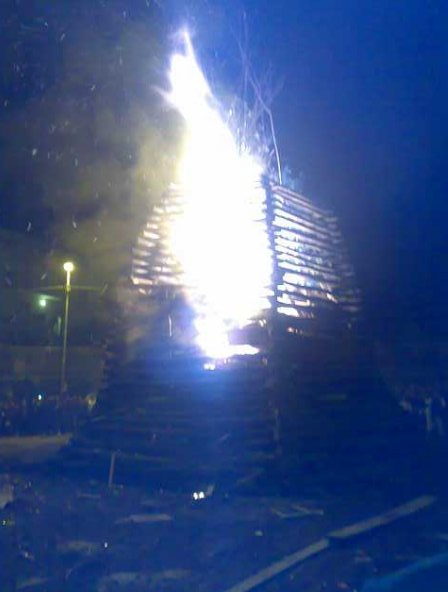
Il falò per l'Immacolata

Ogni anno, la sera del 7 dicembre, il giorno prima della festa dell'Immacolata Concezione, in tutti i quartieri della città vengono accesi dei grossi falò in onore della Vergine, chiamati appunto Falò dell'Immacolata. Secondo la tradizione, durante questa notte, alcuni pescatori si trovarono nel mezzo di una tempesta, ma riuscirono a raggiungere la terraferma grazie alla presenza di fuochi che segnalavano la costa. Inoltre solo per questa ricorrenza viene aperta la piccola Chiesa dell'Immacolata Concezione.

#### Fratielle e Surelle
Ogni anno, dal 26 novembre e per 12 giorni, fino all'8 dicembre, in alcuni rioni, verso le prime ore del mattino si sente riecheggiare il famoso canto di Fratielle e Surelle, in onore dell'Immacolata Concezione. Si racconta che questa tradizione sia nata dal voto di un pescatore che, incappato in mare in una furiosa tempesta, promise alla Vergine Immacolata che se gli avesse salvato la vita, le avrebbe dedicato ogni anno una Novena che, come dice la parola stessa, consiste in nove giorni di dedizione alla Vergine (ma c'è chi oggi ne fa dodici). I giorni dedicati alla Novena vengono chiamati stelle. Il cantore, infatti, per tutti i giorni che precedono l'otto dicembre, annuncia nel canto a che stella si trova. Il canto fa esattamente così:
'o Rusario 'a Madonna!
ogge è 'a primma stella d' 'a Madonna!"»
L'8 dicembre, invece, canta così:
'o Rusario 'a Madonna!
Ogge è 'o nommo bello d' 'a Madonna!"»

#### Martedì di Monte Coppola
Il martedì in Albis un tempo era dedicato alla gita fuoriporta cosiddetta Pasquetta così come in tutta la Campania. A Castellammare di Stabia il Lunedì dell'Angelo era dedicato alla Madonna di Pozzano, mentre il martedì era chiamato il martedì di Monte Coppola, poiché, insieme ai cittadini del vicino paese di Pimonte, si andava nei boschi di Quisisana e sul vicino monte Coppola, dove oltre ai soliti pic-nic fatti con i prodotti tipici della Pasqua, gli stabiesi si lasciavano andare a giochi e riti antichi come il ballo sul tamburo detto anche tammurriata tipica dell'area dei monti Lattari. Da qualche anno questa festa si sta lentamente riprendendo dopo che per varie ragioni sia sociali che di cronaca era scomparsa dal calendario delle festività stabiesi.

## Cultura

### Musei
I musei presenti a Castellammare di Stabia, sono il Museo archeologico di Stabia Libero D'Orsi, inuaugurato nel 2020 e che ha sostituito l'Antiquarium stabiano, nel quale vengono raccolti i reperti provenienti dagli scavi archeologici di Stabia e dal circondario, e il Museo diocesano sorrentino-stabiese che ospita nei suoi locali principalmente i ritrovamenti archeologici dell'area sotto la concattedrale.

### Cucina
- Biscotto di Castellammare
- Tarallini dolci
- Provolone del Monaco
- Pasta e fagioli del Monaco
- Impepata di cozze dell'Acqua della Madonna
- Miele della Madonna della Libera
- Carciofo di Schito[59]
- Caponata
- Acqua Della Madonna

### Eventi
- Festa di San Catello[60] il 19 gennaio (solo religiosa)
- Festa di San Catello la seconda domenica di maggio (religiosa e civile)
- Festa della Madonna di Pozzano[61] il lunedì dell'Angelo presso la frazione Pozzano (solo religiosa)
- Festa della Madonna di Pozzano a luglio presso la frazione Pozzano (civile e religiosa)
- Quisisana Festival - Festival dedicato alla musica classica
- Corto in Stabia - Rassegna dedicata a corti cinematografici per ragazzi
- Burattini nel Verde - Festival del teatro dei burattini

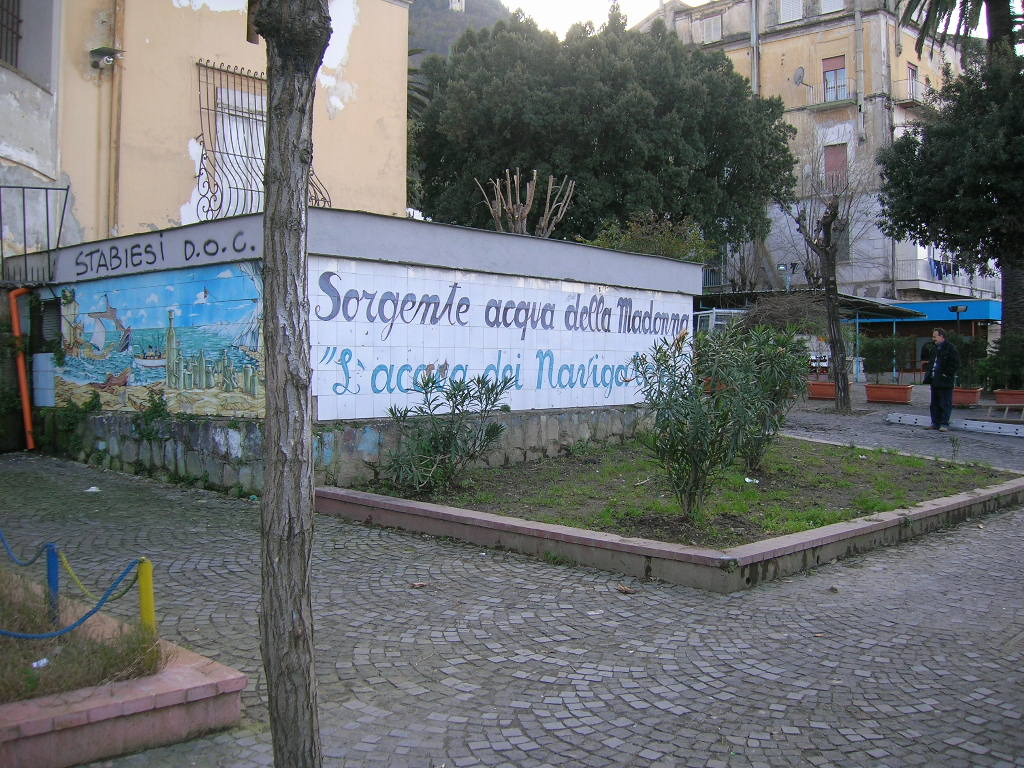
La sorgente dell'Acqua della Madonna

## Economia
Centro turistico, deve la sua fama agli scavi archeologici dell'antica città di Stabiae, al termalismo, con ben due strutture termali, tanto da essere definita Metropoli delle acque, dei climi e del mare; è inoltre un affermato centro industriale: da ricordare infatti la presenza dei più antichi cantieri navali italiani, ancora oggi in attività.
Di rilievo, anche se con sempre meno addetti, l'agricoltura e la pesca.

### Turismo
Centro termale rinomato già dal 1800, Castellammare di Stabia fa del suo patrimonio idrico la prima fonte di sostentamento per il turismo: vanno ricordati i due complessi termali che oltre alla funzione di offrire le degustazioni dei vari tipi di acque offrono anche cure terapeutiche e spettacoli culturali. Al termalismo si affianca l'archeologia, con gli scavi archeologici dell'antica città romana di Stabiae, l'architettura, con le numerose chiese e palazzi di notevole interesse storico e varie opere d'arte ed edicole votive dislocate per lo più nel centro antico. Il turismo ha portato allo sviluppo di numerose strutture ricettive, sia ad apertura stagionale che annuale, con quasi 20 alberghi, classificati tra le 4 e le 2 stelle, con l'aggiunta di una decina tra agriturismi e bed & breakfast, per un totale di quasi 1000 posti letto: attualmente è una delle città campane con il maggior numero di presenze negli alberghi. Questo risultato è stato conseguito anche grazie alla strategica posizione di Castellammare di Stabia, la quale si trova nelle vicinanze di località turistiche di fama internazionale come Pompei e Sorrento, ma che allo stesso tempo riesce a offrire prezzi di soggiorno convenienti: a partire dal 2008 alcune navi da crociera di piccole dimensioni fanno scalo nel porto stabiese anziché in quello di Napoli, sia per snellire il traffico crocieristico dello scalo napoletano sia per la facilità con cui è possibile raggiungere le mete turistiche.

### Industria

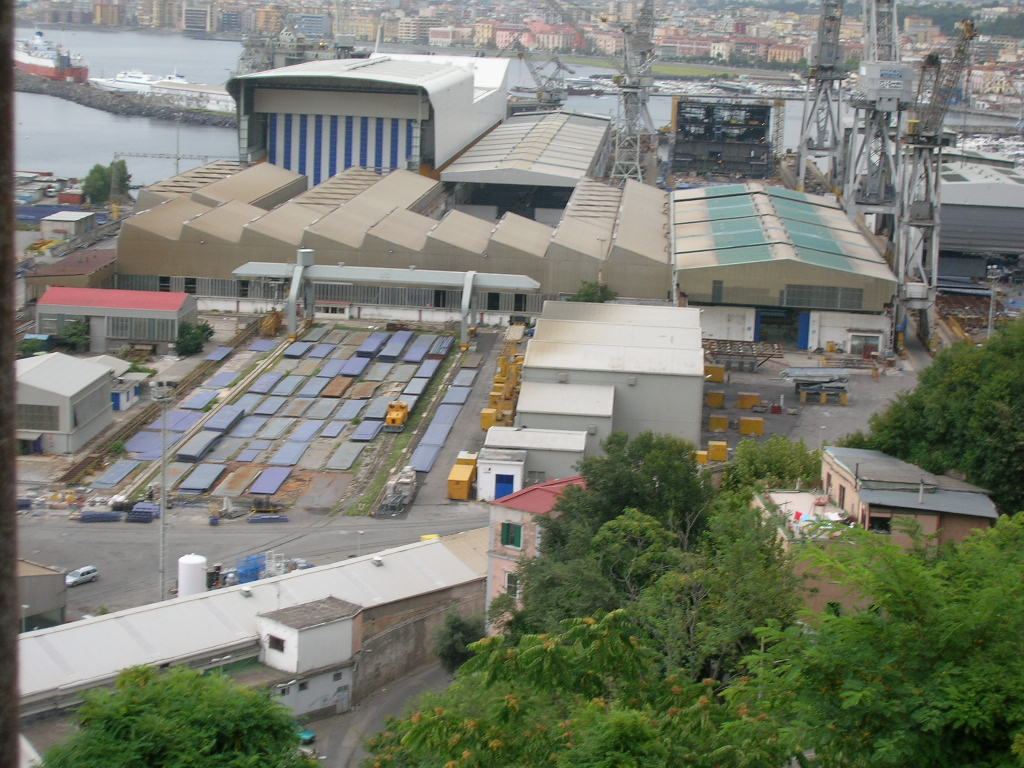
I cantieri navali visti da Pozzano

Altra attività economica è l'industria: in primis i cantieri navali, che sono ancora la più importante attività industriale della zona, la quale offre lavoro a oltre 1000 persone. A questa vanno aggiunte la Meridbulloni, un'importante fabbrica per la produzione di bulloni e simili e l'AVIS, officine per la riparazione sia di treni che di autobus. La fascia costiera nord di Castellammare di Stabia, insieme a quella di Torre Annunziata, ha rappresentato a partire dal dopoguerra uno dei poli industriali di maggiore produzione dell'Italia meridionale: erano infatti presenti importanti fabbriche come quella conserviera della Cirio, diversi mulini per la lavorazione del grano e quindi della pasta, concerie, cantieri metallurgici e industrie farmaceutiche. A causa della crisi economica degli anni ottanta molte di queste attività chiusero e tale evento arrecò alla città non solo un grave danno economico, ma la portò a diventare una delle città con il più alto tasso di disoccupazione dell'intera nazione. Nel corso degli anni post-crisi sono nate fabbriche di piccole dimensioni specializzate nella produzione di prodotti locali o della terra.

#### Il cantiere navale
Il cantiere navale di Castellammare di Stabia, fondato nel 1783, è la più antica industria italiana, nonché il più antico e longevo cantiere navale d'Italia: ancora oggi costituisce un tassello importante nell'economia stabiese. Sempre all'avanguardia nell'utilizzo delle nuove tecnologie sviluppatesi nel corso degli anni, il cantiere ha visto la nascita di numerose navi di diversa tipologia tra cui navi da guerra e da trasporto merci o passeggeri: insieme a quelli di Ancona e Palermo, è attualmente riservato alla costruzione di navi da trasporto. Tra le navi più importanti varate nel cantiere stabiese troviamo prima su tutte l'Amerigo Vespucci, nave scuola della Marina Militare, le 3 Caio Duilio, la Vittorio Veneto, fino ai più recenti traghetti Cruise Roma e Cruise Barcelona, i più grandi del Mar Mediterraneo. Va ricordato anche il completamento del batiscafo Trieste di Auguste Piccard.

### Agricoltura
L'agricoltura è praticata principalmente in due zone della città. Nella periferia nord, quella al confine con Pompei, dove non è avvenuto il boom edilizio, tra le frazioni di Pioppaino e Ponte Persica, si coltivano principalmente fiori, i quali vengono venduti nel vicino mercato dei fiori, e diversi prodotti tipici come i carciofi di Schito, pesche e albicocche. Nella zona collinare, tra Scanzano e Quisisana, invece si coltivano viti e agrumi, mentre il prodotto tipico per eccellenza è il peperone, a cui durante il periodo estivo è dedicata anche una sagra, oltre ad essere un ingrediente fondamentale in un piatto stabiese ossia i peperoni alla scanzanese. I prodotti raccolti vengono in buona parte venduti nel mercato ortofrutticolo che si trova nel centro cittadino, i quali vengono acquistati sia da privati sia dai commercianti di frutta del comprensorio.

### Pesca e attività portuale
La pesca ha un buon risvolto economico per l'economia stabiese, anche se l'assenza di un mercato ittico, non la rende competitiva come le altre attività. Ciononostante è molto sviluppata la raccolta di mitili tra cui le cozze, come quelle coltivate nelle acque di Pozzano.
Il commercio marittimo nel corso degli ultimi anni ha subito un lento declino, dovuto principalmente alla concorrenza del trasporto su gomma: a oggi le principali materie importate sono grano e legno, mentre in passato a queste si aggiungevano ferro e carbone e venivano esportati pasta, conserve alimentari e sale, il quale veniva impacchettato nei magazzini generali a ridosso del porto. Alle normali attività commerciali va aggiunto un servizio di rifornimento sia di acqua sia di viveri per l'isola di Capri.

## Infrastrutture e trasporti

### Strade
L'uscita autostradale Castellammare di Stabia è posta sull'A3 Napoli - Pompei - Salerno, tra le uscite di Pompei Ovest e Pompei Est: lo svincolo è sempre molto trafficato in quanto è possibile raggiungere tutti i centri della penisola sorrentina e della costiera amalfitana. La città stabiese è anche attraversata da due strade statali la statale 145 Sorrentina, che attraversa tutti i centri della penisola sorrentina e la Strada Statale 366 che giunge fino ad Amalfi passando per Gragnano, Pimonte, Agerola e Furore. Una parte della statale 145 viene definita bis e collega il casello autostradale con il centro della città. In progetto la costruzione di una nuova bretella autostradale che collegherà l'A3 con il porto di Marina di Stabia.

### Ferrovie

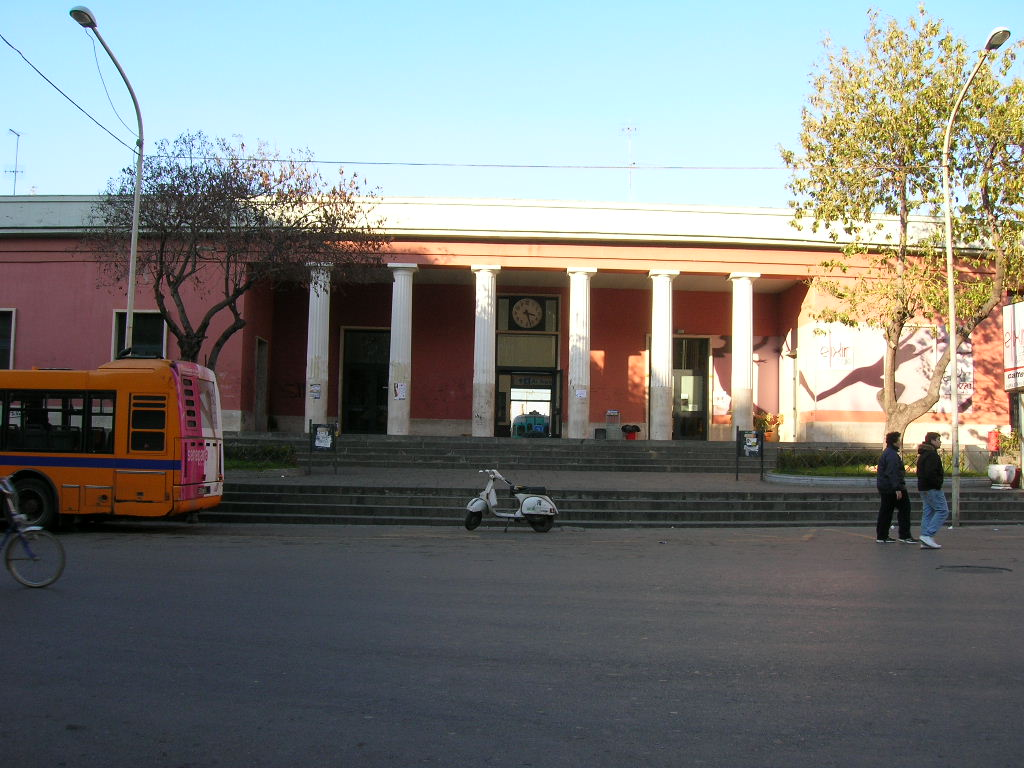
La stazione FS Castellammare di Stabia

Castellammare di Stabia è stata una delle prime città italiane ad essere raggiunta da una linea ferroviaria: nel 1845 venne aperta infatti la linea che collegava la città stabiese con Napoli, prolungamento della prima ferrovia italiana. La città è attraversata da due linee ferroviarie, la ferrovia Torre Annunziata-Gragnano, appartenente alle FS e la ferrovia Torre Annunziata-Sorrento della Circumvesuviana, oltre a un raccordo ferroviario utilizzato esclusivamente per il traffico merci per la stazione di Castellammare di Stabia Marittima e i cantieri navali. Castellammare di Stabia conta cinque stazioni attive, una delle Ferrovie dello Stato e il resto appartenenti alla Circumvesuviana oltre a due chiuse ossia Castellammare Cantieri e Castellammare Terme: per entrambe si parla di un rilancio. Infatti per la prima è prevista a breve la riapertura a servizio del porto turistico di Marina di Stabia, mentre la seconda dovrebbe entrare a far parte del progetto Metrò Stabia, ossia una sorta di servizio metropolitano tra Pompei e Vico Equense utilizzando la linea della Circumvesuviana. Sempre nell'ambito di tale progetto le stazioni stabiesi interessate dovrebbero essere completamente restaurate o spostate e ricostruite, come nel caso di Via Nocera che prenderà il nome di Castellammare Scavi. È esistita un'altra stazione lungo la linea FS, Castellammare Industriale, completamente eliminata.
| Stazioni                          |                 |                |            |
| Nome                              | Gestore         | Stato attuale  | Servizio   |
| Castellammare di Stabia           | FS              | In uso         | Passeggeri |
| Castellammare di Stabia           | Circumvesuviana | In uso         | Passeggeri |
| Castellammare Cantieri            | FS              | Chiusa         | Passeggeri |
| Castellammare Industriale         | FS              | Chiusa         | Passeggeri |
| Castellammare di Stabia Marittima | FS              | Chiusa         | Merci      |
| Castellammare Terme               | Circumvesuviana | Senza traffico | Passeggeri |
| Pioppaino                         | Circumvesuviana | In uso         | Passeggeri |
| Pozzano                           | Circumvesuviana | Senza traffico | Passeggeri |
| Via Nocera                        | Circumvesuviana | In uso         | Passeggeri |

### Mobilità urbana
La rete di autobus urbani è gestita dall'EAV Bus, in passato sotto il controllo dell'ASM (Azienda Stabiese Mobilità), che con il suo parco autobus collega il centro cittadino con le varie zone della città. I percorsi sono interamente nel comune di Castellammare di Stabia, eccetto due linee che sforano nel comune di Gragnano e in quello di Santa Maria la Carità.
Alcune società effettuano trasporto interurbano, collegando Castellammare di Stabia con numerose località limitrofe.

### Porti

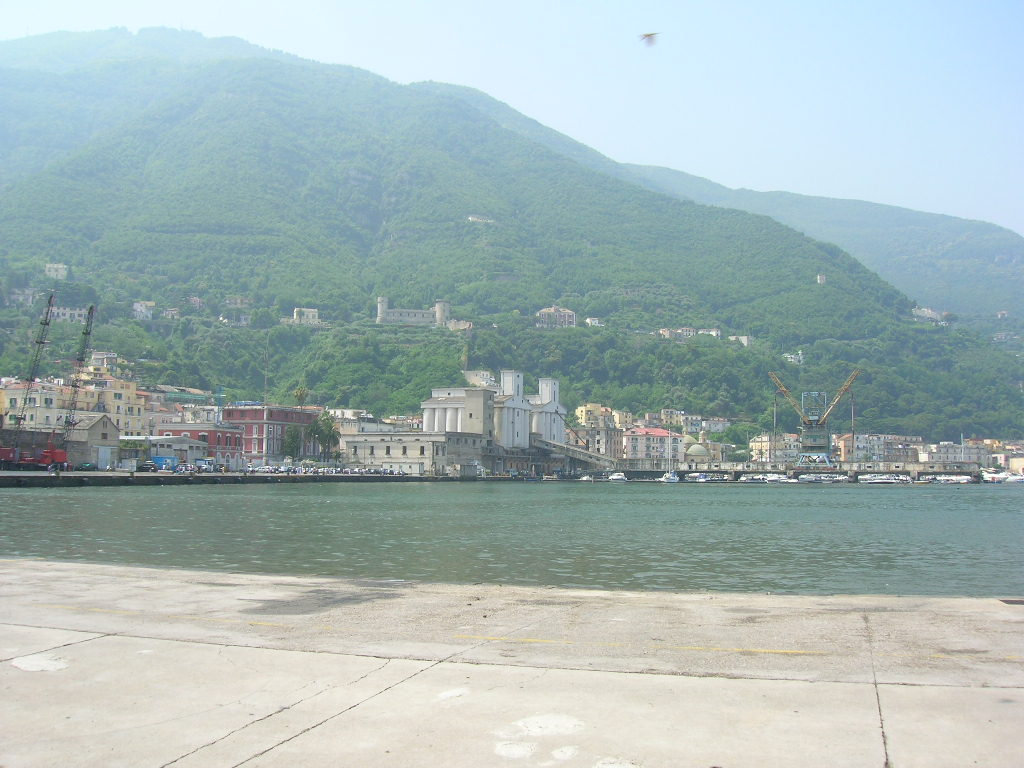
Il porto di Castellammare di Stabia

#### Porto commerciale
Il porto commerciale di Castellammare di Stabia corre lungo tutta la costa del centro antico, partendo da piazza Giovanni XXIII fino ad arrivare ai cantieri navali. Vi sono varie banchine, alcune delle quali attrezzate con particolari macchinari per la raccolta del grano: oggi tale operazione non viene più svolta. L'attività commerciale oggi si mantiene soprattutto grazie a merci quali farina e legno. Questo porto inoltre ha anche la funzione di trasporto passeggeri: partono infatti vari traghetti e aliscafi per Capri e addirittura si prospetta una riqualificazione dello stesso per realizzare uno scalo crocieristico utilizzando gli ex magazzini del sale. Vi sono inoltre altre banchine, costruite recentemente per l'attracco delle imbarcazioni di pescatori o turistiche. Nelle acque del porto si affaccia anche il cantiere navale, e proprio in quest'area vengono svolti i vari. Sono inoltre ancora osservabili vari binari di quando era in funzione la stazione marittima.

#### Marina di Stabia
Marina di Stabia è uno dei porti turistici più grandi d'Italia. È stato inaugurato nel 2007.

### Funivia del Faito
Inaugurata il 24 agosto 1952, la funivia del Faito collega la città di Castellammare con il monte Faito, oltre a luogo di vacanza, meta di svago, soprattutto nel periodo estivo, di centinaia di abitanti delle zone limitrofe. La funivia impiega 8 minuti per coprire l'intero percorso di 1100 metri. L'impianto, gestito dall'EAV e completamente rinnovato nel 1990, è aperto al pubblico dal 1º aprile (se Pasqua cade nel mese di marzo l'apertura è anticipata al sabato santo) al 31 ottobre. La stazione a Castellammare si trova all'interno della stazione Castellammare di Stabia della Circumvesuviana.

## Amministrazione
| Periodo          | Periodo          | Primo cittadino                                       | Partito         | Carica                  | Note |
| ---------------- | ---------------- | ----------------------------------------------------- | --------------- | ----------------------- | ---- |
| 29 gennaio 1993  | 10 giugno 2002   | Catello Polito                                        | PDS-DS          | Sindaco                 |      |
| 10 giugno 2002   | 4 maggio 2004    | Ersilia Salvato                                       | PdCI            | Sindaco                 |      |
| 4 maggio 2004    | 5 aprile 2005    | Pasquale Manzo                                        |                 | Commissario prefettizio |      |
| 5 aprile 2005    | 30 marzo 2010    | Salvatore Vozza                                       | SD              | Sindaco                 |      |
| 30 marzo 2010    | 4 dicembre 2012  | Luigi Bobbio                                          | PdL             | Sindaco                 |      |
| 4 dicembre 2012  | 11 giugno 2013   | Rosanna Bonadies                                      |                 | Commissario prefettizio |      |
| 11 giugno 2013   | 13 ottobre 2015  | Nicola Cuomo                                          | PD              | Sindaco                 |      |
| 13 ottobre 2015  | 20 giugno 2016   | Claudio Vaccaro                                       |                 | Commissario prefettizio |      |
| 20 giugno 2016   | 21 febbraio 2018 | Antonio Pannullo                                      | PD              | Sindaco                 |      |
| 21 febbraio 2018 | 25 giugno 2018   | Gaetano Cupello                                       |                 | Commissario prefettizio |      |
| 25 giugno 2018   | 25 febbraio 2022 | Gaetano Cimmino                                       | centro-destra   | Sindaco                 |      |
| 25 febbraio 2022 | 10 giugno 2024   | Raffaele Cannizzaro, Mauro Passerotti, Rosa Valentino |                 | Commissione prefettizia |      |
| 10 giugno 2024   | in carica        | Luigi Vicinanza                                       | centro-sinistra | Sindaco                 |      |

## Sport

### Canottaggio
Castellammare di Stabia è la culla dei tre fratelli Abbagnale, campionissimi del canottaggio azzurro con i loro 5 ori olimpici a cui si aggiungono 1 argento ed innumerevoli successi ai mondiali. La loro società di origine, Il Circolo Nautico Stabia, è tuttora una delle più importanti nel panorama remiero italiano.

### Calcio

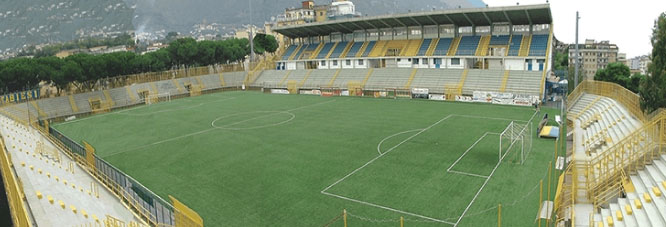
Lo stadio Romeo Menti

La squadra calcistica di Castellammare di Stabia è la Società Sportiva Juve Stabia: fondata nel 1925, la prima squadra stabiese venne in realtà fondata il 19 marzo del 1907 con il nome di Stabia Sporting Club. Dopo il fallimento avvenuto all'inizio del nuovo millennio, la Juve Stabia milita in Serie B.
Il campo di gioco ufficiale è lo stadio Romeo Menti di Castellammare di Stabia. 
Altre squadre calcistiche sono la Juventude Stabia militante in Prima Categoria, l’Atletico Stabia militante in Terza Categoria e la Libertas Stabia, non più in attività.

### Ciclismo
Il Giro d'Italia ha fatto tappa una sola volta nella sua storia a Castellammare di Stabia ossia nel 1982. La sesta tappa infatti prevedeva la partenza da Caserta e l'arrivo nella città stabiese dopo un percorso di 135 km: la tappa andò a Silvano Contini. Il giorno successivo il giro ripartì da Castellammare di Stabia alla volta di Diamante (226 km): la tappa venne vinta da Francesco Moser. Molte altre volte però il giro è
transitato attraverso le vie di Castellammare, come nell'edizione 2007, nella tappa Salerno - Montevergine di Mercogliano e nel 2009 in occasione del centenario la 19ª tappa del Giro d'Italia è passato per il Viale Europa verso Torre Annunziata, la tappa partita da Avellino e conclusa sul Vesuvio è stata vinta da Carlos Sastre.

### Basket
Castellammare di Stabia ha due società di pallacanestro, una maschile, la Nuova Polisportiva Stabia che milita nel campionato di serie Serie C, e una femminile, la TrgStabia che milita nel campionato di serie B.
Inoltre il Basket Team Stabia (associazione sportiva che cura le giovanili) categoria Under 13 ha conquistato il secondo posto a livello regionale.

### Maratone
Sono due le principali maratone agonistiche che interessano la città stabiese. La prima, la Mare e Monti, viene svolta in inverno ed è una maratona che, partendo da Castellammare di Stabia, arriva fino a Sorrento, attraversando centri della penisola sorrentina quali Vico Equense, Meta di Sorrento, Piano di Sorrento e Sant'Agnello. La seconda invece, chiamata Notturna Stabiese, giunta alla XXI edizione, interessa solo Castellammare di Stabia, in quanto gli atleti seguono un percorso all'interno della città: questa viene svolta in tarda primavera, l'ultimo sabato di maggio.

### Nuoto
A Castellammare ha sede una sezione della società di nuoto Blue Team Stabiae.

### Pallavolo
La pallavolo nel territorio stabiese conta una squadra femminile e una maschile, entrambe con il nome di Pool Stabiae Volley ed entrambe militano nel campionato di serie C Campania. A queste due squadre si affiancano altre compagini a livello giovanile.

### Rugby
Castellammare di Stabia aveva una squadra di rugby, i "Wasps Stabia Rugby": la squadra militava nel campionato nazionale di serie C. Fonte di orgoglio per Castellammare di Stabia e per lo Stabia Rugby è lo storico gemellaggio con gli inglesi dei London Wasps, una delle squadre più forti e conosciute del mondo nonché squadra campione d'Europa, ai quali i Wasps Stabiesi si ispirano e dai quali prendono il nome.

### Vela
Il Giro d'Italia in vela ha fatto tappa a Castellammare di Stabia nel 2005, nel 2006 e nel 2008.

### Tiro a segno

Il logo della sezione

Nella città di Castellammare di Stabia è presente una sezione storica del Tiro A Segno Nazionale (UITS). Nella sezione vi è un poligono a 10 metri Indoor per il tiro ad aria compressa (carabina/pistola), un poligono a 50 metri outdoor per il tiro con armi da fuoco sportive (carabina/pistola), e un poligono a 25 metri outdoor per il tiro con armi da fuoco (pistola).
Sede di atleti vincenti che hanno portato lustro alla sezione e alla città con i numerosi trofei esposti nella sala principale.

## Omaggi
Nel 2013, l'UAI, ha denominato un asteroide, il 152481 Stabia, con l'appellativo della città, in onore del suo scopritore, lo stabiese Ernesto Guido.